# El discípulo del chef
El discípulo del chef fue un programa de televisión gastronómico que busca al mejor cocinero amateur de Chile. Su primera temporada se estrenó en Chilevisión el 6 de octubre de 2019, cadena que produjo el programa en colaboración con Turner Latinoamérica (actualmente Warner Bros. Discovery).
El reality fue conducido por Emilia Daiber, mientras que Ennio Carota, Yann Yvin y Sergi Arola fueron los chefs que juzgaron los platos de los aspirantes y que lideraron cada uno de los tres equipos. En la segunda temporada se incorporó la chef Carolina Bazán en reemplazo de Yann Yvin, luego de que este último se uniera a la segunda temporada de MasterChef Celebrity Chile. A partir de la cuarta temporada, Yvin se reincorpora como juez.

## Historia
Solo veinticuatro elegidos, de entre las 9000 personas que se presentaron al casting de la primera edición, compitieron por el título de El discípulo del chef.
En el reality los aspirantes se enfrentan a retos individuales en la cocina y también por equipos. Cada juez es el líder de un equipo, el cual se debe enfrentar a diversas pruebas, en las que el equipo ganador es definido por los comensales invitados en cada prueba. Finalmente, el equipo perdedor tiene a un participante eliminado, el cual es elegido por el juez líder del equipo.

## Formato
Las pruebas a las que hacen frente los participantes son:
- Desafío de inmunidad / Competencia por equipos: En cada inicio de capítulo los equipos deben cocinar generalmente para personalidades públicas o reconocidas o para los jueces, según el caso. Los discípulos tienen el objetivo de cocinar de forma organizada para sacar todos los platos a tiempo. Se tienen en cuenta las valoraciones de los comensales, quienes tienen la última palabra y deciden cuál es el equipo ganador de la semana.
- Competencia individual: A partir de la segunda temporada, en las semanas previas a que empiece la semifinal, en cada inicio de capítulo los equipos deben cocinar generalmente para chefs. Los discípulos deben cocinar solos para sacar todos los platos a tiempo. Se tienen en cuenta las valoraciones de los chefs, quienes tienen la última palabra y deciden cuál es el concursante individual ganador de la semana.
- Duelo: Tras la competencia de los tres equipos (o individual en los últimos capítulos desde la segunda temporada), los dos equipos perdedores (o todos los concursantes, en caso de la competencia individual) se enfrentan a un duelo de eliminación. En esta oportunidad, el capitán del equipo ganador de la primera prueba (o el concursante inmune junto con los chefs, en caso de la competencia individual) es el encargado de decidir cuál es el equipo (o el concursante, en caso de la competencia individual) que se salva de la eliminación y evita la Decisión del chef. En el caso de la final, los últimos participantes se enfrentan a ese duelo, y para el ganador, será la Decisión del público.

## Equipo
| Edición        | 1            | 2            | 3            | 4            |
| Año            | 2019         | 2021         | 2021-22      | 2022         |
| Presentadora   | Presentadora | Presentadora | Presentadora | Presentadora |
| -------------- | ------------ | ------------ | ------------ | ------------ |
| Emilia Daiber  |              |              |              |              |
| Chefs          |              |              |              |              |
| Carolina Bazán |              |              |              |              |
| Ennio Carota   |              |              |              |              |
| Sergi Arola    |              |              |              |              |
| Yann Yvin      |              |              |              | Juez         |

## Resumen
| Temporada | Estreno                 | Final                   | El discípulo del chef | Segundo Lugar       | Tercer Lugar     | Chef ganador | Presentadora  | Capitanes    | Capitanes      | Capitanes   | Juez      |
| Temporada | Estreno                 | Final                   | El discípulo del chef | Segundo Lugar       | Tercer Lugar     | Chef ganador | Presentadora  | 1            | 2              | 3           | Juez      |
| --------- | ----------------------- | ----------------------- | --------------------- | ------------------- | ---------------- | ------------ | ------------- | ------------ | -------------- | ----------- | --------- |
| 1         | 6 de octubre de 2019    | 22 de diciembre de 2019 | Miel Blanca           | Nicole Ángel        | Joaquín Winter   | Ennio Carota | Emilia Daiber | Ennio Carota | Yann Yvin      | Sergi Arola | ―         |
| 2         | 22 de julio de 2021     | 10 de noviembre de 2021 | Víctor Díaz           | Galadriel Caldirola | Jacqueline Pardo | Sergi Arola  | Emilia Daiber | Ennio Carota | Carolina Bazán | Sergi Arola | ―         |
| 3         | 11 de noviembre de 2021 | 10 de marzo de 2022     | Karen Bejarano        | Vanesa Borghi       | Daniela Aránguiz | Ennio Carota | Emilia Daiber | Ennio Carota | Carolina Bazán | Sergi Arola | ―         |
| 4         | 7 de agosto de 2022     | 24 de noviembre de 2022 | Yuhui Lee             | Nicole Ángel        | Carolina Erazo   | Ennio Carota | Emilia Daiber | Ennio Carota | Carolina Bazán | Sergi Arola | Yann Yvin |

## El discípulo del chef: Primera edición (2019)
- 6 de octubre de 2019 a 22 de diciembre de 2019.[6]

La primera edición, producida The Mediapro Studio y Turner Latin America en colaboración con la productora de contenidos Phileas, se emitió en Chilevisión, en donde participaron desconocidos. Esta edición fue presentada por Emilia Daiber. Los jueces fueron Sergi Arola, Yann Ivin y Ennio Carota. El ganador recibió 20 000 000 de pesos chilenos. 

### Participantes
| Aspirante | Aspirante                | Procedencia     | Edad    | Ocupación                                       | Galas nominado/a             | Información                           |
| --------- | ------------------------ | --------------- | ------- | ----------------------------------------------- | ---------------------------- | ------------------------------------- |
|           | Miel Blanca              | Pirque          | 23 años | Estudiante de gastronomía                       | Nunca                        | Ganadora                              |
|           | Nicole Ángel             | Pudahuel        | 30 años | Chef                                            | 19.ª y 20.ª                  | 2.º Finalista                         |
|           | Joaquín Winter           | Pudahuel        | 21 años | Estudiante de gastronomía                       | 10.ª, 11.ª y 13.ª            | 3.º Finalista                         |
|           | Michelle Lacoste         | Vitacura        | 41 años | Asesora de bares y embajadora de marca de pisco | 11.ª                         | Finalistas Eliminados                 |
|           | Paulina Figueroa         | La Florida      | 28 años | Cocinera                                        | 8.ª y 19.ª                   | Finalistas Eliminados                 |
|           | Nikolas Karoussis        | Maipú           | 21 años | Estudiante de gastronomía                       | 3.ª                          | Finalistas Eliminados                 |
|           | María Jesús Herrera      | Talagante       | 33 años | Ingeniera agrónoma y ama de casa                | 11.ª, 14.ª, 17.ª y 20.ª      | Semifinalista Eliminada11.ª Eliminada |
|           | Susana García-Saullo     | Providencia     | 28 años | Audiovisual                                     | 20.ª                         | Semifinalistas Eliminados             |
|           | Ariel Rosales            | Isla de Pascua  | 32 años | Chef en restaurante isleño                      | 13.ª y 20.ª                  | Semifinalistas Eliminados             |
|           | Cristian "Pope" Olivares | Renca           | 34 años | Mecánico                                        | 15.ª y 20.ª                  | Semifinalistas Eliminados             |
|           | Andro Michell            | Viña del Mar    | 28 años | Chef                                            | 5.ª, 16.ª, 18.ª, 19.ª y 20.ª | Semifinalistas Eliminados             |
|           | Ramiro Pinochet          | Las Condes      | 33 años | Chef                                            | 8.ª, 16.ª y 19.ª             | 18.º Eliminado                        |
|           | Maximiliano Michell      | Viña del Mar    | 31 años | Bioquímico                                      | 18.ª                         | 17.º Eliminado                        |
|           | Karen Blau               | Concepción      | 27 años | Ingeniera comercial                             | 9.ª, 14.ª y 17.ª             | 16.ª Eliminada                        |
|           | Evelyn Maldonado         | San Bernardo    | 35 años | Ama de casa                                     | 2.ª, 6.ª, 10.ª y 16.ª        | 15.ª Eliminada10.ª Eliminada          |
|           | Diego Espinoza           | Maipú           | 24 años | Dueño de botillería                             | 4.ª, 7.ª, 9.ª y 15.ª         | 14.º Eliminado9.º Eliminado           |
|           | Karin Barrientos         | Las Condes      | 40 años | Tecnóloga médica                                | 1.ª y 14.ª                   | 13.ª Eliminada1.ª Eliminada           |
|           | Martín Flores            | Melipilla       | 19 años | Estudiante de gastronomía                       | 3.ª, 4.ª, 7.ª y 13.ª         | 12.º Eliminado7.º Eliminado           |
|           | María Pía Ruppli         | Santiago Centro | 39 años | Fotógrafa, enfermera y actriz                   | 8.ª                          | 8.ª Eliminada                         |
|           | Camila Igayman           | Quinta Normal   | 29 años | Cantante y manipuladora de alimentos            | 6.ª                          | 6.ª Eliminada                         |
|           | Juana Estay              | Petorca         | 42 años | Dueña de local de comida casera                 | 1.ª y 5.ª                    | 5.ª Eliminada                         |
|           | Gonzalo López            | Santiago        | 37 años | Exbajista de la banda Los Bunkers               | 4.ª                          | 4.º Eliminado                         |
|           | Francisco Salas          | Las Condes      | 35 años | Corredor de propiedades y ex chef ejecutivo     | 3.ª                          | 3.er Eliminado                        |
|           | José Cornejo             | La Pintana      | 54 años | Jefe de obreros                                 | 2.ª                          | 2.º Eliminado                         |

     Equipo Ennio Carota.
     Equipo Yann Yvin.
     Equipo Sergi Arola.

### Tabla estadística
| Participante | Gala 1    | Gala 2    | Gala 3    | Gala 4    | Gala 5    | Gala 6    | Gala 7    | Gala 8    | Gala 9    | Gala 10   | Gala 11   | Gala 12 | Gala 13   | Gala 14   | Gala 15   | Gala 16   | Gala 17   | Gala 18   | Gala 19   | Semifinal | Semifinal | Final     |
| ------------ | --------- | --------- | --------- | --------- | --------- | --------- | --------- | --------- | --------- | --------- | --------- | ------- | --------- | --------- | --------- | --------- | --------- | --------- | --------- | --------- | --------- | --------- |
| Miel         | Salvada   | Inmune    | Salvada   | Salvada   | Inmune    | Inmune    | Salvada   | Inmune    | Salvada   | Salvada   | Inmune    | Exenta  | Salvada   | Salvada   | Salvada   | Salvada   | Salvada   | Salvada   | Salvada   | Finalista | Finalista | Gana      |
| Nicole       | Salvada   | Salvada   | Salvada   | Inmune    | Salvada   | Salvada   | Inmune    | Salvada   | Salvada   | Inmune    | Salvada   | Exenta  | Inmune    | Salvada   | Inmune    | Salvada   | Inmune    | Salvada   | Salvada   | Salvada   | Finalista | Gana      |
| Joaquín      | Inmune    | Salvado   | Inmune    | Salvado   | Salvado   | Salvado   | Salvado   | Salvado   | Inmune    | Salvado   | Salvado   | Exento  | Salvado   | Inmune    | Salvado   | Inmune    | Salvado   | Inmune    | Inmune    | Finalista | Finalista | Gana      |
| Paulina      | Salvada   | Salvada   | Salvada   | Inmune    | Salvada   | Salvada   | Inmune    | Salvada   | Salvada   | Inmune    | Salvada   | Exenta  | Inmune    | Salvada   | Inmune    | Salvada   | Inmune    | Salvada   | Salvada   | Finalista | Finalista | Eliminada |
| Michelle     | Inmune    | Salvada   | Inmune    | Salvada   | Salvada   | Salvada   | Salvada   | Salvada   | Inmune    | Salvada   | Salvada   | Exenta  | Salvada   | Inmune    | Salvada   | Inmune    | Salvada   | Inmune    | Inmune    | Salvada   | Finalista | Eliminada |
| Nikolas      | Salvado   | Inmune    | Salvado   | Salvado   | Inmune    | Inmune    | Salvado   | Inmune    | Salvado   | Salvado   | Inmune    | Exento  | Salvado   | Salvado   | Salvado   | Salvado   | Salvado   | Salvado   | Salvado   | Salvado   | Finalista | Eliminado |
| Susana       | Salvada   | Inmune    | Salvada   | Salvada   | Inmune    | Inmune    | Salvada   | Inmune    | Salvada   | Salvada   | Inmune    | Exenta  | Salvada   | Salvada   | Salvada   | Salvada   | Salvada   | Salvada   | Salvada   | Salvada   | Eliminada |           |
| Ma. Jesús    | Inmune    | Salvada   | Inmune    | Salvada   | Salvada   | Salvada   | Salvada   | Salvada   | Inmune    | Salvada   | Eliminada | Repesca | Salvada   | Salvada   | Salvada   | Salvada   | Salvada   | Salvada   | Salvada   | Salvada   | Eliminada |           |
| Ariel        | Inmune    | Salvado   | Inmune    | Salvado   | Salvado   | Salvado   | Salvado   | Salvado   | Inmune    | Salvado   | Salvado   | Exento  | Salvado   | Inmune    | Salvado   | Inmune    | Salvado   | Inmune    | Inmune    | Salvado   | Eliminado |           |
| Cristián     | Inmune    | Salvado   | Inmune    | Salvado   | Salvado   | Salvado   | Salvado   | Salvado   | Inmune    | Salvado   | Salvado   | Exento  | Salvado   | Inmune    | Salvado   | Inmune    | Salvado   | Inmune    | Inmune    | Salvado   | Eliminado |           |
| Andro        | Salvado   | Salvado   | Salvado   | Inmune    | Salvado   | Salvado   | Inmune    | Salvado   | Salvado   | Inmune    | Salvado   | Exento  | Inmune    | Salvado   | Inmune    | Salvado   | Inmune    | Salvado   | Salvado   | Salvado   | Eliminado |           |
| Ramiro       | Salvado   | Salvado   | Salvado   | Inmune    | Salvado   | Salvado   | Inmune    | Salvado   | Salvado   | Inmune    | Salvado   | Exento  | Inmune    | Salvado   | Inmune    | Salvado   | Inmune    | Salvado   | Eliminado |           |           |           |
| Maximiliano  | Salvado   | Salvado   | Salvado   | Inmune    | Salvado   | Salvado   | Inmune    | Salvado   | Salvado   | Inmune    | Salvado   | Exento  | Inmune    | Salvado   | Inmune    | Salvado   | Inmune    | Eliminado |           |           |           |           |
| Karen        | Salvada   | Inmune    | Salvada   | Salvada   | Inmune    | Inmune    | Salvada   | Inmune    | Salvada   | Salvada   | Inmune    | Exenta  | Salvada   | Salvada   | Salvada   | Salvada   | Eliminada |           |           |           |           |           |
| Evelyn       | Inmune    | Salvada   | Inmune    | Salvada   | Salvada   | Salvada   | Salvada   | Salvada   | Inmune    | Eliminada |           | Repesca | Inmune    | Salvada   | Inmune    | Eliminada |           |           |           |           |           |           |
| Diego        | Salvado   | Inmune    | Salvado   | Salvado   | Inmune    | Inmune    | Salvado   | Inmune    | Eliminado |           |           | Repesca | Salvado   | Inmune    | Eliminado |           |           |           |           |           |           |           |
| Karin        | Eliminada |           |           |           |           |           |           |           |           |           |           | Repesca | Salvada   | Eliminada |           |           |           |           |           |           |           |           |
| Martín       | Salvado   | Inmune    | Salvado   | Salvado   | Inmune    | Inmune    | Eliminado |           |           |           |           | Repesca | Eliminado |           |           |           |           |           |           |           |           |           |
| Ma. Pía      | Salvada   | Salvada   | Salvada   | Inmune    | Salvada   | Salvada   | Inmune    | Eliminada |           |           |           |         |           |           |           |           |           |           |           |           |           |           |
| Camila       | Inmune    | Salvada   | Inmune    | Salvada   | Salvada   | Eliminada |           |           |           |           |           |         |           |           |           |           |           |           |           |           |           |           |
| Juana        | Salvada   | Salvada   | Salvada   | Inmune    | Eliminada |           |           |           |           |           |           |         |           |           |           |           |           |           |           |           |           |           |
| Gonzalo      | Salvado   | Inmune    | Salvado   | Eliminado |           |           |           |           |           |           |           |         |           |           |           |           |           |           |           |           |           |           |
| Francisco    | Salvado   | Inmune    | Eliminado |           |           |           |           |           |           |           |           |         |           |           |           |           |           |           |           |           |           |           |
| José         | Inmune    | Eliminado |           |           |           |           |           |           |           |           |           |         |           |           |           |           |           |           |           |           |           |           |

| Leyenda |
| --- |
| Concursante cuyo equipo fue el ganador del "Desafío de inmunidad", transformándose en inmunes de la correspondiente gala. Concursante cuyo equipo fue el perdedor de la "Desafío de inmunidad", pero ganador del "Duelo", quedando salvados de la eliminación. Concursante cuyo equipo fue el perdedor de la "Desafío de inmunidad" y del "Duelo". Sin embargo, no fue elegido por su chef entre los participantes con el peor desempeño, quedando salvado de la eliminación. Concursante cuyo equipo fue el perdedor de la "Desafío de inmunidad" y del "Duelo". Además, fue elegido por su chef entre los participantes con el peor desempeño, quedando en riesgo de eliminación. Concursante eliminado. |

### Episodios y audiencias
| Fecha      | Características del programa                                                   | Audiencia | Resultado |
| ---------- | ------------------------------------------------------------------------------ | --------- | --------- |
| 06/10/2019 | Gala 0 / Selección de discípulos                                               | 12,5      | Sexto     |
| 10/10/2019 | Gala 1 / Eliminación de Karin                                                  | 10,3      | N/A       |
| 13/10/2019 | Gala 2 / Eliminación de José                                                   | 11,5      | Séptimo   |
| 17/10/2019 | Gala 3 / Eliminación de Francisco                                              | 9,7       | N/A       |
| 27/10/2019 | Gala 4 / Eliminación de Gonzalo                                                | 9,3       | Octavo    |
| 31/10/2019 | Gala 5 / Eliminación de Juana                                                  | 7,7       | N/A       |
| 03/11/2019 | Gala 6 / Eliminación de Camila                                                 | 10,9      | Octavo    |
| 07/11/2019 | Gala 7 / Eliminación de Martín                                                 | 10,4      | N/A       |
| 10/11/2019 | Gala 8 / Eliminación de María Pía                                              | 10,5      | Décimo    |
| 14/11/2019 | Gala 9 / Eliminación de Diego                                                  | 8,4       | N/A       |
| 17/11/2019 | Gala 10 / Eliminación de Evelyn                                                | 11,3      | Séptimo   |
| 21/11/2019 | Gala 11 / Eliminación de María Jesús                                           | 10,8      | N/A       |
| 24/11/2019 | Gala 12 / RepechajeRegreso de Martín, María Jesús, Karin, Evelyn y Diego       | 9,0       | N/A       |
| 28/11/2019 | Gala 13 / Eliminación de Martín                                                | 10,4      | N/A       |
| 01/12/2019 | Gala 14 / Eliminación de Karin                                                 | 9,8       | Séptimo   |
| 05/12/2019 | Gala 15 / Eliminación de Diego                                                 | 10,5      | N/A       |
| 08/12/2019 | Gala 16 / Eliminación de Evelyn                                                | 10,3      | Quinto    |
| 12/12/2019 | Gala 17 / Eliminación de Karen                                                 | 9,9       | N/A       |
| 15/12/2019 | Gala 18 / Eliminación de Maximiliano                                           | 10,1      | Cuarto    |
| 16/12/2019 | Gala 19 / Eliminación de Ramiro                                                | 10,4      | N/A       |
| 19/12/2019 | Gala 20 / SemifinalEliminación de Andro, Cristián, Ariel, María Jesús y Susana | 11,4      | Décimo    |
| 22/12/2019 | Gala 21 / FinalGanadora Miel                                                   | 11,7      | Primero   |

     Líder en su franja horaria.     Máximo histórico.     Mínimo histórico.

## El discípulo del chef: Segunda edición (2021)
- 22 de julio a 10 de noviembre de 2021.

En mayo de 2021 se anunció la segunda edición del programa, en la que participaron famosos en lugar de desconocidos. Esta nueva edición fue presentada por Emilia Daiber. Los jueces de esta temporada fueron nuevamente Sergi Arola y Ennio Carota. Junto a ellos, se incorpora la chef Carolina Bazán en reemplazo de Yann Yvin, luego de que este último se uniera a la segunda temporada de MasterChef Celebrity Chile. El ganador recibió 15 000 000 de pesos chilenos. Esta fue la primera temporada en tener competencias individuales al empezar la recta final, y los duelos de eliminación en la recta final también son individuales.
La lista completa de participantes fue anunciada el 15 de julio de 2021. Sin embargo, la producción del programa decidió convocar a participantes adicionales después de algunos capítulos, sobre la marcha del programa. Además contó con la participación de figuras internacionales, como es el caso de Galadriel Caldirola, Yuhui Lee, Helénia Melán, Michelle Carvalho, Fabricio Vasconcelos y Giuliana Sotela.

### Participantes
| Aspirante | Aspirante | Aspirante                      | Aspirante               | Ciudad de origen | Edad                              | Ocupación                            | Información                 |
| --------- | --------- | ------------------------------ | ----------------------- | ---------------- | --------------------------------- | ------------------------------------ | --------------------------- |
|           |           |                                | Víctor "Zafrada" Díaz   | Iloca            | 19 años                           | Youtuber                             | Ganador8.º Eliminado        |
|           |           | Galadriel Caldirola            | Alicante                | 28 años          | Modelo                            | 2.ª Finalista                        |                             |
|           |           | Jacqueline Pardo               | San Joaquín             | 56 años          | Estilista y madre de Arturo Vidal | 3.ª Finalista                        |                             |
|           |           | María Eugenia "Kenita" Larraín | Santiago                | 47 años          | Modelo y numeróloga               | Finalistas Eliminados                |                             |
|           |           | Yuhui Lee                      | Shanghái                | 31 años          | Chef                              | Finalistas Eliminados                |                             |
|           |           | Felipe Izquierdo               | Santiago                | 56 años          | Actor                             | Semifinalista Eliminado              |                             |
|           |           | Iván Cabrera                   | Independencia           | 38 años          | Bailarín                          | 21.º Eliminado                       |                             |
|           |           | Camilo Huerta                  | Santiago                | 37 años          | Personal trainer                  | 20.º Eliminado                       |                             |
|           |           | Helénia Melán                  | Bogotá                  | 23 años          | Modelo                            | 19.ª Eliminada6.ª Eliminada          |                             |
|           |           | Renata Bravo                   | Santiago                | 46 años          | Actriz                            | 18.ª Eliminada3.ª Eliminada          |                             |
|           |           | Álvaro Morales                 | Santiago                | 52 años          | Actor                             | 17.º Eliminado                       |                             |
|           |           | Patricia López                 | Santiago                | 44 años          | Actriz                            | 16.ª Eliminada                       |                             |
|           |           |                                | Miguelo                 | Santiago         | 64 años                           | Cantautor y empresario               | 15.º Eliminado              |
|           |           |                                | Marcial Tagle           | Santiago         | 47 años                           | Actor                                | 14.º Eliminado              |
|           |           |                                | Nicole "Luli" Moreno    | Santiago         | 34 años                           | Bailarina, modelo y fisicoculturista | 13.ª Eliminada              |
|           |           |                                | Michelle Carvalho       | Río de Janeiro   | 28 años                           | Ex chica reality e influencer        | 12.ª Eliminada              |
|           |           |                                | Paul Vásquez "El Flaco" | Viña del Mar     | 53 años                           | Comediante, bombero y rescatista     | 11.º Eliminado9.º Eliminado |
|           |           |                                | Marilú Cuevas           | Santiago         | 70 años                           | Actriz y comediante                  | 10.ª Eliminada              |
|           |           |                                | Fabricio Vasconcelos    | Sao Paulo        | 40 años                           | Bailarín                             | Abandona                    |
|           |           |                                | Giuliana Sotela         | San José         | 37 años                           | Modelo y exesposa de Marcelo Ríos    | 7.ª Eliminada               |
|           |           |                                | Constanza Ríos          | Miami            | 20 años                           | Estudiante e hija de Marcelo Ríos    | 5.ª Eliminada               |
|           |           |                                | Bombo Fica              | Purén            | 56 años                           | Humorista                            | 4.º Eliminado               |
|           |           |                                | Kidd Tetoon             | Santiago         | 19 años                           | Cantante                             | 2.º Eliminado               |
|           |           |                                | Helhue Sukni            | Santiago         | 56 años                           | Abogada                              | 1.ª Eliminada               |
|           |           |                                | Gabriele Benni          | Monzuno          | 66 años                           | Empresario                           | Eliminado (Repechaje)       |

     Equipo Ennio Carota.
     Equipo Carolina Bazán.
     Equipo Sergi Arola.
     Competencia individual.

### Tabla estadística
| Víctor     | Gana      | Salvado   | Salvado   | Gana      | Gana      | Salvado   | Salvado   | Eliminado | Gana      | Exento    | Gana      | Nominado | Salvado   | Salvado   | Salvado   | Salvado   | Gana      | Salvado   | Salvado   | Salvado   | Salvado   | Salvado   | Salvado   | Finalista | Gana      | Ganador  |  |  |  |  |  |  |  |  |  |  |  |  |  |  |  |  |
| Galadriel  | Salvada   | Gana      | Salvada   | Salvada   | Salvada   | Salvada   | Gana      | Gana      | Salvada   | Exenta    | Salvada   | Nominada | Gana      | Salvada   | Gana      | Salvada   | Salvada   | Inmune    | Salvada   | Salvada   | Inmune    | Salvada   | Salvada   | Finalista | Gana      | 2.ª Fin. |  |  |  |  |  |  |  |  |  |  |  |  |  |  |  |  |
| Jacqueline | Salvada   | Gana      | Salvada   | Salvada   | Salvada   | Salvada   | Gana      | Gana      | Salvada   | Exenta    | Salvada   | Nominada | Gana      | Salvada   | Gana      | Salvada   | Salvada   | Salvada   | Salvada   | Salvada   | Salvada   | Inmune    | Salvada   | Finalista | Gana      | 3.ª Fin. |  |  |  |  |  |  |  |  |  |  |  |  |  |  |  |  |
| Yuhui      | Gana      | Salvado   | Salvado   | Gana      | Gana      | Salvado   | Salvado   | Salvado   | Gana      | Exento    | Gana      | Nominado | Salvado   | Salvado   | Salvado   | Salvado   | Nominado  | Salvado   | Salvado   | Salvado   | Salvado   | Salvado   | Inmune    | Finalista | Eliminado |          |  |  |  |  |  |  |  |  |  |  |  |  |  |  |  |  |
| Kenita     | Gana      | Salvada   | Salvada   | Gana      | Gana      | Salvada   | Salvada   | Salvada   | Gana      | Exenta    | Gana      | Nominada | Salvada   | Salvada   | Salvada   | Salvada   | Gana      | Salvada   | Salvada   | Inmune    | Salvada   | Salvada   | Salvada   | Finalista | Eliminada |          |  |  |  |  |  |  |  |  |  |  |  |  |  |  |  |  |
| Felipe     | Salvado   | Salvada   | Gana      | Salvado   | Salvado   | Gana      | Salvado   | Salvado   | Salvado   | Exento    | Salvado   | Gana     | Salvado   | Gana      | Salvado   | Gana      | Nominado  | Salvado   | Inmune    | Salvado   | Salvado   | Salvado   | Salvado   | Eliminado |           |          |  |  |  |  |  |  |  |  |  |  |  |  |  |  |  |  |
| Iván       | Salvado   | Gana      | Salvado   | Salvado   | Salvado   | Salvado   | Gana      | Gana      | Salvado   | Exento    | Salvado   | Nominado | Gana      | Salvado   | Gana      | Salvado   | Salvado   | Salvado   | Salvado   | Inmune    | Salvado   | Salvado   | Eliminado |           |           |          |  |  |  |  |  |  |  |  |  |  |  |  |  |  |  |  |
| Camilo     | Salvado   | Salvado   | Gana      | Salvado   | Salvado   | Gana      | Salvado   | Salvado   | Salvado   | Exento    | Salvado   | Gana     | Salvado   | Gana      | Salvado   | Gana      | Salvado   | Salvado   | Salvado   | Salvado   | Salvado   | Eliminado |           |           |           |          |  |  |  |  |  |  |  |  |  |  |  |  |  |  |  |  |
| Helénia    | Salvada   | Gana      | Salvada   | Salvada   | Salvada   | Eliminada |           |           |           | Repesca   | Salvada   | Gana     | Salvada   | Gana      | Nominada  | Gana      | Salvada   | Inmune    | Salvada   | Salvada   | Eliminada |           |           |           |           |          |  |  |  |  |  |  |  |  |  |  |  |  |  |  |  |  |
| Renata     | Gana      | Salvada   | Eliminada |           |           |           |           |           |           | Repesca   | Salvada   | Nominada | Gana      | Salvada   | Gana      | Nominada  | Salvada   | Salvada   | Salvada   | Eliminada |           |           |           |           |           |          |  |  |  |  |  |  |  |  |  |  |  |  |  |  |  |  |
| Álvaro     | Salvado   | Gana      | Salvado   | Salvado   | Salvado   | Salvado   | Gana      | Gana      | Salvado   | Exento    | Salvado   | Nominado | Gana      | Salvado   | Gana      | Salvado   | Salvado   | Salvado   | Eliminado |           |           |           |           |           |           |          |  |  |  |  |  |  |  |  |  |  |  |  |  |  |  |  |
| Patricia   | Salvada   | Salvada   | Gana      | Salvada   | Salvada   | Gana      | Salvada   | Salvada   | Salvada   | Exenta    | Salvada   | Gana     | Salvada   | Gana      | Salvada   | Nominada  | Salvada   | Eliminada |           |           |           |           |           |           |           |          |  |  |  |  |  |  |  |  |  |  |  |  |  |  |  |  |
| Miguelo    |           |           |           |           |           |           |           |           |           | Entra     | Salvado   | Nominado | Gana      | Salvado   | Nominado  | Salvado   | Eliminado |           |           |           |           |           |           |           |           |          |  |  |  |  |  |  |  |  |  |  |  |  |  |  |  |  |
| Marcial    |           |           |           |           |           |           |           |           |           | Entra     | Gana      | Nominado | Salvado   | Salvado   | Salvado   | Eliminado |           |           |           |           |           |           |           |           |           |          |  |  |  |  |  |  |  |  |  |  |  |  |  |  |  |  |
| Luli       |           |           |           |           |           |           | Salvada   | Salvada   | Gana      | Exenta    | Gana      | Nominada | Salvada   | Salvada   | Eliminada |           |           |           |           |           |           |           |           |           |           |          |  |  |  |  |  |  |  |  |  |  |  |  |  |  |  |  |
| Michelle   |           |           |           |           |           |           |           |           |           | Entra     | Gana      | Nominada | Salvada   | Eliminada |           |           |           |           |           |           |           |           |           |           |           |          |  |  |  |  |  |  |  |  |  |  |  |  |  |  |  |  |
| Paul       |           |           |           |           |           |           | Gana      | Gana      | Eliminado | Repesca   | Salvado   | Gana     | Eliminado |           |           |           |           |           |           |           |           |           |           |           |           |          |  |  |  |  |  |  |  |  |  |  |  |  |  |  |  |  |
| Marilú     |           |           |           |           |           |           | Salvada   | Salvada   | Salvada   | Exenta    | Eliminada |          |           |           |           |           |           |           |           |           |           |           |           |           |           |          |  |  |  |  |  |  |  |  |  |  |  |  |  |  |  |  |
| Fabricio   | Gana      | Salvado   | Salvado   | Gana      | Gana      | Salvado   | Salvado   | Abandona  |           |           |           |          |           |           |           |           |           |           |           |           |           |           |           |           |           |          |  |  |  |  |  |  |  |  |  |  |  |  |  |  |  |  |
| Giuliana   | Gana      | Salvada   | Salvada   | Gana      | Gana      | Salvada   | Eliminada |           |           |           |           |          |           |           |           |           |           |           |           |           |           |           |           |           |           |          |  |  |  |  |  |  |  |  |  |  |  |  |  |  |  |  |
| Constanza  | Salvada   | Salvada   | Gana      | Salvada   | Eliminada |           |           |           |           |           |           |          |           |           |           |           |           |           |           |           |           |           |           |           |           |          |  |  |  |  |  |  |  |  |  |  |  |  |  |  |  |  |
| Bombo      | Salvado   | Gana      | Salvado   | Eliminado |           |           |           |           |           |           |           |          |           |           |           |           |           |           |           |           |           |           |           |           |           |          |  |  |  |  |  |  |  |  |  |  |  |  |  |  |  |  |
| Kidd       | Salvado   | Eliminado |           |           |           |           |           |           |           | Eliminado |           |          |           |           |           |           |           |           |           |           |           |           |           |           |           |          |  |  |  |  |  |  |  |  |  |  |  |  |  |  |  |  |
| Helhue     | Eliminada |           |           |           |           |           |           |           |           |           |           |          |           |           |           |           |           |           |           |           |           |           |           |           |           |          |  |  |  |  |  |  |  |  |  |  |  |  |  |  |  |  |
| Gabriele   |           |           |           |           |           |           |           |           |           | Eliminado |           |          |           |           |           |           |           |           |           |           |           |           |           |           |           |          |  |  |  |  |  |  |  |  |  |  |  |  |  |  |  |  |

| Leyenda |
| --- |
| Concursante cuyo equipo fue el ganador de la "Competencia por equipos", transformándose en inmunes de la correspondiente gala. Concursante cuyo equipo fue el perdedor de la "Competencia por equipos", pero ganador del "Duelo", quedando salvados de la eliminación. Concursante ganador de la "Competencia individual", transformándose en inmune de la correspondiente gala (Gala 17-22). Concursante perdedor de la "Competencia individual", pero ganador del "Duelo", quedando salvado de la eliminación (Gala 20-22). Concursante perdedor de la "Competencia individual" y del "Duelo" (Gala 17-22) o cuyo equipo fue el perdedor de la "Competencia por equipos" y del "Duelo". Sin embargo, no fue elegido por su chef entre los participantes con el peor desempeño, quedando salvado de la eliminación. Concursante perdedor de la "Competencia individual" y del "Duelo" (Gala 17-22) o cuyo equipo fue el perdedor de la "Competencia por equipos" y del "Duelo". Además, fue elegido por su chef entre los participantes con el peor desempeño, quedando en riesgo de eliminación. Concursante cuyo equipo fue el perdedor de la "Competencia por equipos" y del "Duelo", quedando en riesgo de eliminación. Sin embargo, fue salvado con posterioridad por la producción. Concursante elegido por su chef como "Nominado", estando en zona de riesgo durante el capítulo (Galas 14 a 16). Concursante eliminado. Concursante que abandona por motivos personales. Concursante elegido por su chef como "finalista". |

### Episodios y audiencias
| Fecha      | Características del programa                                       | Audiencia | Resultado |
| ---------- | ------------------------------------------------------------------ | --------- | --------- |
| 22/07/2021 | Gala 1 / Eliminación de Helhue                                     | 12,4      | Octavo    |
| 29/07/2021 | Gala 2 / Eliminación de Kidd                                       | 11,9      | Sexto     |
| 05/08/2021 | Gala 3 / Eliminación de Renata                                     | 11,3      | Octavo    |
| 12/08/2021 | Gala 4 / Eliminación de Bombo                                      | 9,5       | N/A       |
| 19/08/2021 | Gala 5 / Eliminación de Constanza                                  | 12,2      | Noveno    |
| 25/08/2021 | Gala 6 / Eliminación de Helénia                                    | 10,8      | Décimo    |
| 26/08/2021 | Gala 7 / Ingreso de Marilú, Paul y LuliEliminación de Giuliana     | 12,8      | Sexto     |
| 01/09/2021 | Gala 8 / Eliminación de VíctorAbandona Fabricio / Reingresa Víctor | 10,9      | Décimo    |
| 02/09/2021 | Gala 9 / Eliminación de Paul                                       | 13,3      | Cuarto    |
| 08/09/2021 | Gala 10 / RepechajeEliminación de Marilú                           | 10,8      | Octavo    |
| 09/09/2021 | Gala 11 / Perdedores equipo azul y rojo                            | 13,0      | Cuarto    |
| 23/09/2021 | Gala 12 / Eliminación de Paul                                      | 9,9       | N/A       |
| 29/09/2021 | Gala 13 / Eliminación de Michelle                                  | 10,0      | N/A       |
| 30/09/2021 | Gala 14 / Eliminación de Luli                                      | 11,7      | Noveno    |
| 06/10/2021 | Gala 15 / Eliminación de Marcial                                   | 10,0      | N/A       |
| 13/10/2021 | Gala 16 / Eliminación de Miguelo                                   | 10,1      | Décimo    |
| 14/10/2021 | Gala 17 / Eliminación de Patricia                                  | 14,9      | Tercero   |
| 20/10/2021 | Gala 18 / Eliminación de Álvaro                                    | 8,9       | N/A       |
| 21/10/2021 | Gala 19 / Eliminación de Renata                                    | 8,6       | N/A       |
| 27/10/2021 | Gala 20 / Eliminación de Helénia                                   | 8,3       | N/A       |
| 28/10/2021 | Gala 21 / Eliminación de Camilo                                    | 9,8       | N/A       |
| 03/11/2021 | Gala 22 / Eliminación de Iván                                      | 9,0       | N/A       |
| 04/11/2021 | Semifinal / Eliminación de Felipe                                  | 10,4      | N/A       |
| 10/11/2021 | Final / Ganador Víctor                                             | 12,2      | Séptimo   |

     Líder en su franja horaria.     Máximo histórico.     Mínimo histórico.

## El discípulo del chef: Tercera edición (2021-22)
- 11 de noviembre de 2021 a 10 de marzo de 2022.

En noviembre de 2021 se anunció la tercera edición del programa, en la que nuevamente participaron famosos en lugar de desconocidos. Esta nueva edición fue presentada por Emilia Daiber y los jueces fueron Sergi Arola, Ennio Carota y Carolina Bazán. La arquitectura del programa fue renovada con un estilo más acorde a las cocinas del formato estelar internacional que debutó el día de la final de la temporada pasada.
La lista completa de participantes fue anunciada el 4 de noviembre de 2021. Sin embargo, la producción del programa decidió convocar a participantes adicionales después de algunos capítulos, sobre la marcha del programa. Además contó con la participación de figuras internacionales, como es el caso de Bruno Zaretti, Yuhui Lee, Vanesa Borghi, José Luis Bibbó, Miguelito, Rocío Marengo y Betsy Camino.

### Participantes
| Aspirante | Aspirante | Aspirante | Aspirante                      | Ciudad de origen | Edad    | Ocupación                             | Galas nominado/a                         | Información                  |
| --------- | --------- | --------- | ------------------------------ | ---------------- | ------- | ------------------------------------- | ---------------------------------------- | ---------------------------- |
|           |           |           | Karen Bejarano                 | Santiago         | 36 años | Cantante y actriz                     | 7.ª, 13.ª y 23.ª                         | Ganadora                     |
|           |           |           | Vanesa Borghi                  | Luján            | 38 años | Modelo                                | 8.ª, 11.ª, 14.ª, 18.ª, 28.ª, 30.ª y 32.ª | 2.ª Finalista                |
|           |           |           | Daniela Aránguiz               | Santiago         | 36 años | Influencer y esposa de Jorge Valdivia | 6.ª, 7.ª, 22.ª, 23.ª y 32.ª              | 3.ª Finalista                |
|           |           |           | Yuhui Lee                      | Shanghái         | 27 años | Chef                                  | 14.ª, 18.ª, 28.ª, 31.ª y 32.ª            | Finalistas Eliminados        |
|           |           |           | Carlos Díaz                    | Santiago         | 48 años | Actor                                 | 11.ª, 18.ª, 20.ª, 27.ª y 32.ª            | Finalistas Eliminados        |
|           |           |           | Marlen Olivari                 | Viña del Mar     | 47 años | Modelo y empresaria                   | 2.ª, 11.ª, 18.ª, 22.ª y 29.ª             | Semifinalista Eliminada      |
|           |           |           | Bruno Zaretti                  | Curitiba         | 35 años | Integrante del grupo Axe Bahía        | 3.ª, 5.ª, 14.ª y 32.ª                    | 30.º Eliminado               |
|           |           |           | Camilo Huerta                  | Santiago         | 37 años | Personal trainer                      | 10.ª, 25.ª, 29.ª y 31.ª                  | 29.º Eliminado               |
|           |           |           | José Luis "Joche" Bibbó        | Córdoba          | 36 años | Modelo y ex chico reality             | 20.ª y 30.ª                              | 28.º Eliminado               |
|           |           |           | Felipe Izquierdo               | Santiago         | 56 años | Actor.                                | 24.ª y 29.ª                              | 27.º Eliminado               |
|           |           |           | María Eugenia "Kenita" Larraín | Santiago         | 47 años | Numeróloga                            | 28.ª                                     | 26.ª Eliminada               |
|           |           |           | Miguelito                      | Huacaybamba      | 35 años | Comediante y humorista                | 18.ª, 25.ª y 27.ª                        | 25.º Eliminado23.º Eliminado |
|           |           |           | Francisca "Pancha" Merino      | Santiago         | 46 años | Actriz                                | 24.ª y 26.ª                              | 24.ª Eliminada               |
|           |           |           | Helhue Sukni                   | Santiago         | 56 años | Abogada                               | 25.ª                                     | Abandona                     |
|           |           |           | Kurt Carrera                   | Santiago         | 48 años | Actor y comediante                    | 8.ª y 24.ª                               | 22.º Eliminado8.º Eliminado  |
|           |           |           | Rocío Marengo                  | Buenos Aires     | 41 años | Modelo, actriz, vedette               | 17.ª y 23.ª                              | 21.ª Eliminada               |
|           |           |           | Francisco Gormaz               | Santiago         | 37 años | Actor y músico                        | 22.ª                                     | 20.º Eliminado               |
|           |           |           | Francisca Undurraga            | Viña del Mar     | 34 años | Modelo                                | 1.ª, 3.ª, 5.ª, 12.ª, 13.ª y 21.ª         | 19.ª Eliminada               |
|           |           |           | Pamela Díaz                    | Santiago         | 40 años | Modelo y presentadora de televisión   | 20.ª                                     | 18.ª Eliminada               |
|           |           |           | Adriana Barrientos             | Santiago         | 41 años | Modelo y ex chica reality             | 18.ª y 19.ª                              | 17.ª Eliminada               |
|           |           |           | Patricio Sotomayor             | Santiago         | 44 años | Animador de televisión                | 6.ª, 7.ª, 10.ª y 18.ª                    | 16.º Eliminado9.º Eliminado  |
|           |           |           | DJ Méndez                      | Valparaíso       | 46 años | Cantante                              | 17.ª                                     | 15.º Eliminado               |
|           |           |           | Perla Ilich                    | Santiago         | 28 años | Gitana y ex chica reality             | 6.ª, 7.ª, 10.ª y 14.ª                    | Abandona                     |
|           |           |           | Álvaro Morales                 | Santiago         | 52 años | Actor                                 | 14.ª                                     | 14.º Eliminado               |
|           |           |           | Betsy Camino                   | La Habana        | 28 años | Modelo                                | 10.ª y 14.ª                              | 13.ª Eliminada               |
|           |           |           | Rodrigo Villegas               | Santiago         | —       | Comediante y humorista                | 13.ª                                     | 12.º Eliminado               |
|           |           |           | Princesa Alba                  | Santiago         | 24 años | Cantante                              | 3.ª, 5.ª y 12.ª                          | 11.ª Eliminada               |
|           |           |           | Paola Troncoso                 | Santiago         | 47 años | Actriz y comediante                   | 2.ª y 11.ª                               | 10.ª Eliminada               |
|           |           |           | Carlos Caszely                 | Santiago         | 71 años | Exfutbolista y periodista deportivo   | 3.ª y 5.ª                                | Abandona                     |
|           |           |           | Ignacio Garmendia              | Santiago         | 39 años | Actor                                 | 7.ª                                      | 7.º Eliminado                |
|           |           |           | Rodrigo "Polaco" Goldberg      | Santiago         | 50 años | Exfutbolista                          | 6.ª                                      | 6.º Eliminado                |
|           |           |           | Arturo Longton                 | Viña del Mar     | 43 años | Ex chico reality                      | 3.ª y 5.ª                                | 5.º Eliminado                |
|           |           |           | Katherine Orellana             | Rancagua         | 38 años | Cantante                              | 4.ª                                      | 4.ª Eliminada                |
|           |           |           | Elizabeth Toro                 | Santiago         | —       | Madre de Jorge Valdivia               | 3.ª                                      | 3.ª Eliminada                |
|           |           |           | María José Quiroz              | Santiago         | 49 años | Actriz y comediante                   | 2.ª                                      | 2.ª Eliminada                |
|           |           |           | Marcelo Vega                   | Copiapó          | 50 años | Exfutbolista y comentarista deportivo | 1.ª                                      | 1.º Eliminado                |
|           |           |           | Gabriele Benni                 | Monzuno          | 66 años | Empresario                            | —                                        | Eliminados (Repechaje)       |
|           |           |           | Rodrigo González               | Santiago         | —       | Humorista                             | —                                        | Eliminados (Repechaje)       |

     Equipo Ennio Carota.
     Equipo Carolina Bazán.
     Equipo Sergi Arola.

### Tabla estadística
| Karen      | Salvada   | Gana      | Gana      | Salvada   | Gana      | Salvada   | Salvada   | Salvada   | Gana     | Salvada   | Gana      | Salvada   | Nominada  | Salvada   | Salvada   | Exenta    | Gana      | Salvada   | Gana      | Salvada   | Salvada   | Gana      | Salvada   | Nominada  | Salvada   | Gana      | Salvada   | Salvada   | Salvada   | Gana      | Salvada   | Salvada   | Inmune    | Finalista | Gana      | Ganadora |  |  |  |  |  |  |  |  |  |  |  |  |  |  |  |  |  |  |  |  |  |  |  |  |  |  |  |  |  |  |  |  |  |  |  |  |  |  |  |  |  |  |  |  |  |  |  |  |  |  |  |  |  |  |  |  |  |  |  |  |  |  |  |  |  |  |  |  |  |  |  |  |  |  |  |  |  |  |  |  |  |  |  |  |  |  |  |  |  |  |  |  |  |  |  |  |  |  |  |  |
| Vanesa     | Gana      | Salvada   | Salvada   | Gana      | Salvada   | Salvada   | Salvada   | Salvada   | Salvada  | Salvada   | Salvada   | Gana      | Salvada   | Nominada  | Gana      | Exento    | Salvada   | Gana      | Salvada   | Salvada   | Gana      | Salvada   | Gana      | Salvada   | Gana      | Salvada   | Gana      | Salvada   | Nominada  | Salvada   | Salvada   | Inmune    | Salvada   | Finalista | Gana      | 2.ª Fin. |  |  |  |  |  |  |  |  |  |  |  |  |  |  |  |  |  |  |  |  |  |  |  |  |  |  |  |  |  |  |  |  |  |  |  |  |  |  |  |  |  |  |  |  |  |  |  |  |  |  |  |  |  |  |  |  |  |  |  |  |  |  |  |  |  |  |  |  |  |  |  |  |  |  |  |  |  |  |  |  |  |  |  |  |  |  |  |  |  |  |  |  |  |  |  |  |  |  |  |  |
| Daniela    | Salvada   | Gana      | Gana      | Salvada   | Gana      | Salvada   | Salvada   | Salvada   | Gana     | Salvada   | Gana      | Salvada   | Gana      | Salvada   | Salvada   | Exenta    | Gana      | Salvada   | Salvada   | Gana      | Salvada   | Robada    | Nominada  | Nominada  | Salvada   | Gana      | Salvada   | Salvada   | Salvada   | Gana      | Salvada   | Inmune    | Salvada   | Finalista | Gana      | 3.ª Fin. |  |  |  |  |  |  |  |  |  |  |  |  |  |  |  |  |  |  |  |  |  |  |  |  |  |  |  |  |  |  |  |  |  |  |  |  |  |  |  |  |  |  |  |  |  |  |  |  |  |  |  |  |  |  |  |  |  |  |  |  |  |  |  |  |  |  |  |  |  |  |  |  |  |  |  |  |  |  |  |  |  |  |  |  |  |  |  |  |  |  |  |  |  |  |  |  |  |  |  |  |
| Yuhui      |           |           |           |           |           |           |           |           |          | Salvado   | Salvado   | Gana      | Salvado   | Gana      | Nominado  | Exento    | Salvado   | Gana      | Salvado   | Robado    | Salvado   | Salvado   | Salvado   | Gana      | Salvado   | Salvado   | Salvado   | Gana      | Nominado  | Salvado   | Salvado   | Salvado   | Salvado   | Finalista | Eliminado |          |  |  |  |  |  |  |  |  |  |  |  |  |  |  |  |  |  |  |  |  |  |  |  |  |  |  |  |  |  |  |  |  |  |  |  |  |  |  |  |  |  |  |  |  |  |  |  |  |  |  |  |  |  |  |  |  |  |  |  |  |  |  |  |  |  |  |  |  |  |  |  |  |  |  |  |  |  |  |  |  |  |  |  |  |  |  |  |  |  |  |  |  |  |  |  |  |  |  |  |  |
| Carlos D.  | Gana      | Salvado   | Salvado   | Gana      | Salvado   | Salvado   | Salvado   | Salvado   | Salvado  | Salvado   | Salvado   | Gana      | Salvado   | Gana      | Gana      | Exento    | Ausentado | Gana      | Salvado   | Salvado   | Nominado  | Salvado   | Gana      | Salvado   | Gana      | Salvado   | Gana      | Salvado   | Gana      | Salvado   | Inmune    | Salvado   | Salvado   | Finalista | Eliminado |          |  |  |  |  |  |  |  |  |  |  |  |  |  |  |  |  |  |  |  |  |  |  |  |  |  |  |  |  |  |  |  |  |  |  |  |  |  |  |  |  |  |  |  |  |  |  |  |  |  |  |  |  |  |  |  |  |  |  |  |  |  |  |  |  |  |  |  |  |  |  |  |  |  |  |  |  |  |  |  |  |  |  |  |  |  |  |  |  |  |  |  |  |  |  |  |  |  |  |  |  |
| Marlen     | Gana      | Salvada   | Salvada   | Gana      | Salvada   | Salvada   | Salvada   | Salvada   | Salvada  | Salvada   | Salvada   | Gana      | Salvada   | Gana      | Gana      | Exenta    | Salvada   | Gana      | Salvada   | Salvada   | Gana      | Salvada   | Nominada  | Salvada   | Gana      | Salvada   | Gana      | Robada    | Salvada   | Nominada  | Salvada   | Salvada   | Salvada   | Eliminada |           |          |  |  |  |  |  |  |  |  |  |  |  |  |  |  |  |  |  |  |  |  |  |  |  |  |  |  |  |  |  |  |  |  |  |  |  |  |  |  |  |  |  |  |  |  |  |  |  |  |  |  |  |  |  |  |  |  |  |  |  |  |  |  |  |  |  |  |  |  |  |  |  |  |  |  |  |  |  |  |  |  |  |  |  |  |  |  |  |  |  |  |  |  |  |  |  |  |  |  |  |  |
| Bruno      | Salvado   | Salvado   | Salvado   | Salvado   | Salvado   | Gana      | Gana      | Gana      | Salvado  | Gana      | Salvado   | Salvado   | Salvado   | Nominado  | Salvado   | Exento    | Salvado   | Salvado   | Salvado   | Gana      | Salvado   | Salvado   | Salvado   | Gana      | Salvado   | Salvado   | Salvado   | Gana      | Salvado   | Salvado   | Salvado   | Salvado   | Eliminado |           |           |          |  |  |  |  |  |  |  |  |  |  |  |  |  |  |  |  |  |  |  |  |  |  |  |  |  |  |  |  |  |  |  |  |  |  |  |  |  |  |  |  |  |  |  |  |  |  |  |  |  |  |  |  |  |  |  |  |  |  |  |  |  |  |  |  |  |  |  |  |  |  |  |  |  |  |  |  |  |  |  |  |  |  |  |  |  |  |  |  |  |  |  |  |  |  |  |  |  |  |  |  |
| Camilo     |           |           |           |           |           |           |           |           |          | Salvado   | Gana      | Salvado   | Gana      | Salvado   | Salvado   | Exento    | Gana      | Salvado   | Gana      | Salvado   | Salvado   | Gana      | Salvado   | Salvado   | Salvado   | Nominado  | Salvado   | Salvado   | Salvado   | Nominado  | Salvado   | Eliminado |           |           |           |          |  |  |  |  |  |  |  |  |  |  |  |  |  |  |  |  |  |  |  |  |  |  |  |  |  |  |  |  |  |  |  |  |  |  |  |  |  |  |  |  |  |  |  |  |  |  |  |  |  |  |  |  |  |  |  |  |  |  |  |  |  |  |  |  |  |  |  |  |  |  |  |  |  |  |  |  |  |  |  |  |  |  |  |  |  |  |  |  |  |  |  |  |  |  |  |  |  |  |  |  |
| Joche      |           |           |           |           |           |           |           |           |          | Gana      | Salvado   | Salvado   | Salvado   | Salvado   | Salvado   | Exento    | Salvado   | Ausentado | Salvado   | Gana      | Nominado  | Salvado   | Salvado   | Gana      | Salvado   | Salvado   | Salvado   | Gana      | Salvado   | Salvado   | Eliminado |           |           |           |           |          |  |  |  |  |  |  |  |  |  |  |  |  |  |  |  |  |  |  |  |  |  |  |  |  |  |  |  |  |  |  |  |  |  |  |  |  |  |  |  |  |  |  |  |  |  |  |  |  |  |  |  |  |  |  |  |  |  |  |  |  |  |  |  |  |  |  |  |  |  |  |  |  |  |  |  |  |  |  |  |  |  |  |  |  |  |  |  |  |  |  |  |  |  |  |  |  |  |  |  |  |
| Felipe     |           |           |           |           |           |           |           |           |          |           |           |           |           |           |           |           |           |           |           |           |           |           |           |           | Nominado  | Salvado   | Gana      | Salvado   | Gana      | Eliminado |           |           |           |           |           |          |  |  |  |  |  |  |  |  |  |  |  |  |  |  |  |  |  |  |  |  |  |  |  |  |  |  |  |  |  |  |  |  |  |  |  |  |  |  |  |  |  |  |  |  |  |  |  |  |  |  |  |  |  |  |  |  |  |  |  |  |  |  |  |  |  |  |  |  |  |  |  |  |  |  |  |  |  |  |  |  |  |  |  |  |  |  |  |  |  |  |  |  |  |  |  |  |  |  |  |  |
| Kenita     |           |           |           |           |           |           |           |           |          |           |           |           |           |           |           |           |           |           |           |           |           |           |           |           | Salvada   | Gana      | Salvada   | Salvada   | Eliminada |           |           |           |           |           |           |          |  |  |  |  |  |  |  |  |  |  |  |  |  |  |  |  |  |  |  |  |  |  |  |  |  |  |  |  |  |  |  |  |  |  |  |  |  |  |  |  |  |  |  |  |  |  |  |  |  |  |  |  |  |  |  |  |  |  |  |  |  |  |  |  |  |  |  |  |  |  |  |  |  |  |  |  |  |  |  |  |  |  |  |  |  |  |  |  |  |  |  |  |  |  |  |  |  |  |  |  |
| Miguelito  | Gana      | Salvado   | Salvado   | Gana      | Salvado   | Salvado   | Salvado   | Salvado   | Salvado  | Salvado   | Salvado   | Gana      | Salvado   | Gana      | Gana      | Exento    | Salvado   | Inmune    | Salvado   | Salvado   | Gana      | Salvado   | Gana      | Salvado   | Gana      | Eliminado | Gana      | Eliminado |           |           |           |           |           |           |           |          |  |  |  |  |  |  |  |  |  |  |  |  |  |  |  |  |  |  |  |  |  |  |  |  |  |  |  |  |  |  |  |  |  |  |  |  |  |  |  |  |  |  |  |  |  |  |  |  |  |  |  |  |  |  |  |  |  |  |  |  |  |  |  |  |  |  |  |  |  |  |  |  |  |  |  |  |  |  |  |  |  |  |  |  |  |  |  |  |  |  |  |  |  |  |  |  |  |  |  |  |
| Pancha     |           |           |           |           |           |           |           |           |          |           |           |           |           |           |           |           |           |           |           |           |           |           |           | Entra     | Nominada  | Gana      | Eliminada |           |           |           |           |           |           |           |           |          |  |  |  |  |  |  |  |  |  |  |  |  |  |  |  |  |  |  |  |  |  |  |  |  |  |  |  |  |  |  |  |  |  |  |  |  |  |  |  |  |  |  |  |  |  |  |  |  |  |  |  |  |  |  |  |  |  |  |  |  |  |  |  |  |  |  |  |  |  |  |  |  |  |  |  |  |  |  |  |  |  |  |  |  |  |  |  |  |  |  |  |  |  |  |  |  |  |  |  |  |
| Helhue     |           |           |           |           |           |           |           |           |          |           |           |           |           |           |           |           |           |           |           |           |           |           |           |           | Salvada   | Abandona  |           |           |           |           |           |           |           |           |           |          |  |  |  |  |  |  |  |  |  |  |  |  |  |  |  |  |  |  |  |  |  |  |  |  |  |  |  |  |  |  |  |  |  |  |  |  |  |  |  |  |  |  |  |  |  |  |  |  |  |  |  |  |  |  |  |  |  |  |  |  |  |  |  |  |  |  |  |  |  |  |  |  |  |  |  |  |  |  |  |  |  |  |  |  |  |  |  |  |  |  |  |  |  |  |  |  |  |  |  |  |
| Kurt       | Gana      | Salvado   | Salvado   | Gana      | Salvado   | Salvado   | Salvado   | Eliminado |          |           |           |           |           |           |           | Repesca   | Salvado   | Inmune    | Salvado   | Gana      | Salvado   | Salvado   | Salvado   | Gana      | Eliminado |           |           |           |           |           |           |           |           |           |           |          |  |  |  |  |  |  |  |  |  |  |  |  |  |  |  |  |  |  |  |  |  |  |  |  |  |  |  |  |  |  |  |  |  |  |  |  |  |  |  |  |  |  |  |  |  |  |  |  |  |  |  |  |  |  |  |  |  |  |  |  |  |  |  |  |  |  |  |  |  |  |  |  |  |  |  |  |  |  |  |  |  |  |  |  |  |  |  |  |  |  |  |  |  |  |  |  |  |  |  |  |
| Rocío      |           |           |           |           |           |           |           |           |          |           |           |           |           |           |           |           | Entra     | Salvada   | Gana      | Salvada   | Salvada   | Gana      | Salvada   | Eliminada |           |           |           |           |           |           |           |           |           |           |           |          |  |  |  |  |  |  |  |  |  |  |  |  |  |  |  |  |  |  |  |  |  |  |  |  |  |  |  |  |  |  |  |  |  |  |  |  |  |  |  |  |  |  |  |  |  |  |  |  |  |  |  |  |  |  |  |  |  |  |  |  |  |  |  |  |  |  |  |  |  |  |  |  |  |  |  |  |  |  |  |  |  |  |  |  |  |  |  |  |  |  |  |  |  |  |  |  |  |  |  |  |
| Francisco  |           |           |           |           |           |           |           |           |          |           |           |           |           |           |           | Entra     | Salvado   | Salvado   | Ausentado | Ausentado | Ausentado | Salvado   | Eliminado |           |           |           |           |           |           |           |           |           |           |           |           |          |  |  |  |  |  |  |  |  |  |  |  |  |  |  |  |  |  |  |  |  |  |  |  |  |  |  |  |  |  |  |  |  |  |  |  |  |  |  |  |  |  |  |  |  |  |  |  |  |  |  |  |  |  |  |  |  |  |  |  |  |  |  |  |  |  |  |  |  |  |  |  |  |  |  |  |  |  |  |  |  |  |  |  |  |  |  |  |  |  |  |  |  |  |  |  |  |  |  |  |  |
| Francisca  | Salvada   | Salvada   | Salvada   | Salvada   | Salvada   | Gana      | Gana      | Gana      | Salvada  | Gana      | Salvada   | Salvada   | Nominada  | Salvada   | Salvada   | Exenta    | Salvada   | Salvada   | Salvada   | Gana      | Salvada   | Eliminada |           |           |           |           |           |           |           |           |           |           |           |           |           |          |  |  |  |  |  |  |  |  |  |  |  |  |  |  |  |  |  |  |  |  |  |  |  |  |  |  |  |  |  |  |  |  |  |  |  |  |  |  |  |  |  |  |  |  |  |  |  |  |  |  |  |  |  |  |  |  |  |  |  |  |  |  |  |  |  |  |  |  |  |  |  |  |  |  |  |  |  |  |  |  |  |  |  |  |  |  |  |  |  |  |  |  |  |  |  |  |  |  |  |  |
| Pamela     |           |           |           |           |           |           |           |           |          |           |           |           |           |           |           | Entra     | Gana      | Inmune    | Gana      | Salvada   | Eliminada |           |           |           |           |           |           |           |           |           |           |           |           |           |           |          |  |  |  |  |  |  |  |  |  |  |  |  |  |  |  |  |  |  |  |  |  |  |  |  |  |  |  |  |  |  |  |  |  |  |  |  |  |  |  |  |  |  |  |  |  |  |  |  |  |  |  |  |  |  |  |  |  |  |  |  |  |  |  |  |  |  |  |  |  |  |  |  |  |  |  |  |  |  |  |  |  |  |  |  |  |  |  |  |  |  |  |  |  |  |  |  |  |  |  |  |
| Adriana    |           |           |           |           |           |           |           |           |          |           |           |           |           |           |           | Entra     | Salvada   | Gana      | Salvada   | Eliminada |           |           |           |           |           |           |           |           |           |           |           |           |           |           |           |          |  |  |  |  |  |  |  |  |  |  |  |  |  |  |  |  |  |  |  |  |  |  |  |  |  |  |  |  |  |  |  |  |  |  |  |  |  |  |  |  |  |  |  |  |  |  |  |  |  |  |  |  |  |  |  |  |  |  |  |  |  |  |  |  |  |  |  |  |  |  |  |  |  |  |  |  |  |  |  |  |  |  |  |  |  |  |  |  |  |  |  |  |  |  |  |  |  |  |  |  |
| Patricio   | Salvado   | Gana      | Gana      | Salvado   | Gana      | Salvado   | Salvado   | Salvado   | Gana     | Eliminado |           |           |           |           |           | Repesca   | Salvado   | Gana      | Eliminado |           |           |           |           |           |           |           |           |           |           |           |           |           |           |           |           |          |  |  |  |  |  |  |  |  |  |  |  |  |  |  |  |  |  |  |  |  |  |  |  |  |  |  |  |  |  |  |  |  |  |  |  |  |  |  |  |  |  |  |  |  |  |  |  |  |  |  |  |  |  |  |  |  |  |  |  |  |  |  |  |  |  |  |  |  |  |  |  |  |  |  |  |  |  |  |  |  |  |  |  |  |  |  |  |  |  |  |  |  |  |  |  |  |  |  |  |  |
| DJ         |           |           |           |           |           |           |           |           |          |           |           |           |           |           |           | Entra     | Gana      | Eliminado |           |           |           |           |           |           |           |           |           |           |           |           |           |           |           |           |           |          |  |  |  |  |  |  |  |  |  |  |  |  |  |  |  |  |  |  |  |  |  |  |  |  |  |  |  |  |  |  |  |  |  |  |  |  |  |  |  |  |  |  |  |  |  |  |  |  |  |  |  |  |  |  |  |  |  |  |  |  |  |  |  |  |  |  |  |  |  |  |  |  |  |  |  |  |  |  |  |  |  |  |  |  |  |  |  |  |  |  |  |  |  |  |  |  |  |  |  |  |
| Perla      | Salvada   | Gana      | Gana      | Salvada   | Gana      | Salvada   | Salvada   | Salvada   | Gana     | Salvada   | Gana      | Salvada   | Gana      | Salvada   | Nominada  | Exenta    | Gana      | Abandona  |           |           |           |           |           |           |           |           |           |           |           |           |           |           |           |           |           |          |  |  |  |  |  |  |  |  |  |  |  |  |  |  |  |  |  |  |  |  |  |  |  |  |  |  |  |  |  |  |  |  |  |  |  |  |  |  |  |  |  |  |  |  |  |  |  |  |  |  |  |  |  |  |  |  |  |  |  |  |  |  |  |  |  |  |  |  |  |  |  |  |  |  |  |  |  |  |  |  |  |  |  |  |  |  |  |  |  |  |  |  |  |  |  |  |  |  |  |  |
| Álvaro     |           |           |           |           |           |           |           |           |          | Gana      | Salvado   | Salvado   | Salvado   | Salvado   | Eliminado |           |           |           |           |           |           |           |           |           |           |           |           |           |           |           |           |           |           |           |           |          |  |  |  |  |  |  |  |  |  |  |  |  |  |  |  |  |  |  |  |  |  |  |  |  |  |  |  |  |  |  |  |  |  |  |  |  |  |  |  |  |  |  |  |  |  |  |  |  |  |  |  |  |  |  |  |  |  |  |  |  |  |  |  |  |  |  |  |  |  |  |  |  |  |  |  |  |  |  |  |  |  |  |  |  |  |  |  |  |  |  |  |  |  |  |  |  |  |  |  |  |
| Betsy      |           |           |           |           |           |           |           |           |          | Salvada   | Gana      | Salvada   | Gana      | Eliminada |           |           |           |           |           |           |           |           |           |           |           |           |           |           |           |           |           |           |           |           |           |          |  |  |  |  |  |  |  |  |  |  |  |  |  |  |  |  |  |  |  |  |  |  |  |  |  |  |  |  |  |  |  |  |  |  |  |  |  |  |  |  |  |  |  |  |  |  |  |  |  |  |  |  |  |  |  |  |  |  |  |  |  |  |  |  |  |  |  |  |  |  |  |  |  |  |  |  |  |  |  |  |  |  |  |  |  |  |  |  |  |  |  |  |  |  |  |  |  |  |  |  |
| Rodrigo V. |           |           |           |           |           |           |           |           |          | Salvado   | Salvado   | Gana      | Eliminado |           |           |           |           |           |           |           |           |           |           |           |           |           |           |           |           |           |           |           |           |           |           |          |  |  |  |  |  |  |  |  |  |  |  |  |  |  |  |  |  |  |  |  |  |  |  |  |  |  |  |  |  |  |  |  |  |  |  |  |  |  |  |  |  |  |  |  |  |  |  |  |  |  |  |  |  |  |  |  |  |  |  |  |  |  |  |  |  |  |  |  |  |  |  |  |  |  |  |  |  |  |  |  |  |  |  |  |  |  |  |  |  |  |  |  |  |  |  |  |  |  |  |  |
| Princesa   | Salvada   | Salvada   | Salvada   | Salvada   | Salvada   | Gana      | Gana      | Gana      | Salvada  | Gana      | Salvada   | Eliminada |           |           |           |           |           |           |           |           |           |           |           |           |           |           |           |           |           |           |           |           |           |           |           |          |  |  |  |  |  |  |  |  |  |  |  |  |  |  |  |  |  |  |  |  |  |  |  |  |  |  |  |  |  |  |  |  |  |  |  |  |  |  |  |  |  |  |  |  |  |  |  |  |  |  |  |  |  |  |  |  |  |  |  |  |  |  |  |  |  |  |  |  |  |  |  |  |  |  |  |  |  |  |  |  |  |  |  |  |  |  |  |  |  |  |  |  |  |  |  |  |  |  |  |  |
| Paola      | Gana      | Salvada   | Salvada   | Gana      | Salvada   | Salvada   | Salvada   | Salvada   | Salvada  | Salvada   | Eliminada |           |           |           |           |           |           |           |           |           |           |           |           |           |           |           |           |           |           |           |           |           |           |           |           |          |  |  |  |  |  |  |  |  |  |  |  |  |  |  |  |  |  |  |  |  |  |  |  |  |  |  |  |  |  |  |  |  |  |  |  |  |  |  |  |  |  |  |  |  |  |  |  |  |  |  |  |  |  |  |  |  |  |  |  |  |  |  |  |  |  |  |  |  |  |  |  |  |  |  |  |  |  |  |  |  |  |  |  |  |  |  |  |  |  |  |  |  |  |  |  |  |  |  |  |  |
| Carlos C.  | Salvado   | Salvado   | Salvado   | Salvado   | Salvado   | Gana      | Gana      | Gana      | Abandona |           |           |           |           |           |           |           |           |           |           |           |           |           |           |           |           |           |           |           |           |           |           |           |           |           |           |          |  |  |  |  |  |  |  |  |  |  |  |  |  |  |  |  |  |  |  |  |  |  |  |  |  |  |  |  |  |  |  |  |  |  |  |  |  |  |  |  |  |  |  |  |  |  |  |  |  |  |  |  |  |  |  |  |  |  |  |  |  |  |  |  |  |  |  |  |  |  |  |  |  |  |  |  |  |  |  |  |  |  |  |  |  |  |  |  |  |  |  |  |  |  |  |  |  |  |  |  |
| Ignacio    | Salvado   | Gana      | Gana      | Salvado   | Gana      | Salvado   | Eliminado |           |          |           |           |           |           |           |           |           |           |           |           |           |           |           |           |           |           |           |           |           |           |           |           |           |           |           |           |          |  |  |  |  |  |  |  |  |  |  |  |  |  |  |  |  |  |  |  |  |  |  |  |  |  |  |  |  |  |  |  |  |  |  |  |  |  |  |  |  |  |  |  |  |  |  |  |  |  |  |  |  |  |  |  |  |  |  |  |  |  |  |  |  |  |  |  |  |  |  |  |  |  |  |  |  |  |  |  |  |  |  |  |  |  |  |  |  |  |  |  |  |  |  |  |  |  |  |  |  |
| Polaco     | Salvado   | Gana      | Gana      | Salvado   | Gana      | Eliminado |           |           |          |           |           |           |           |           |           |           |           |           |           |           |           |           |           |           |           |           |           |           |           |           |           |           |           |           |           |          |  |  |  |  |  |  |  |  |  |  |  |  |  |  |  |  |  |  |  |  |  |  |  |  |  |  |  |  |  |  |  |  |  |  |  |  |  |  |  |  |  |  |  |  |  |  |  |  |  |  |  |  |  |  |  |  |  |  |  |  |  |  |  |  |  |  |  |  |  |  |  |  |  |  |  |  |  |  |  |  |  |  |  |  |  |  |  |  |  |  |  |  |  |  |  |  |  |  |  |  |
| Arturo     | Salvado   | Salvado   | Salvado   | Salvado   | Eliminado |           |           |           |          |           |           |           |           |           |           |           |           |           |           |           |           |           |           |           |           |           |           |           |           |           |           |           |           |           |           |          |  |  |  |  |  |  |  |  |  |  |  |  |  |  |  |  |  |  |  |  |  |  |  |  |  |  |  |  |  |  |  |  |  |  |  |  |  |  |  |  |  |  |  |  |  |  |  |  |  |  |  |  |  |  |  |  |  |  |  |  |  |  |  |  |  |  |  |  |  |  |  |  |  |  |  |  |  |  |  |  |  |  |  |  |  |  |  |  |  |  |  |  |  |  |  |  |  |  |  |  |
| Katherine  | Salvada   | Gana      | Gana      | Eliminada |           |           |           |           |          |           |           |           |           |           |           |           |           |           |           |           |           |           |           |           |           |           |           |           |           |           |           |           |           |           |           |          |  |  |  |  |  |  |  |  |  |  |  |  |  |  |  |  |  |  |  |  |  |  |  |  |  |  |  |  |  |  |  |  |  |  |  |  |  |  |  |  |  |  |  |  |  |  |  |  |  |  |  |  |  |  |  |  |  |  |  |  |  |  |  |  |  |  |  |  |  |  |  |  |  |  |  |  |  |  |  |  |  |  |  |  |  |  |  |  |  |  |  |  |  |  |  |  |  |  |  |  |
| Elizabeth  | Salvada   | Salvado   | Eliminada |           |           |           |           |           |          |           |           |           |           |           |           | Eliminada |           |           |           |           |           |           |           |           |           |           |           |           |           |           |           |           |           |           |           |          |  |  |  |  |  |  |  |  |  |  |  |  |  |  |  |  |  |  |  |  |  |  |  |  |  |  |  |  |  |  |  |  |  |  |  |  |  |  |  |  |  |  |  |  |  |  |  |  |  |  |  |  |  |  |  |  |  |  |  |  |  |  |  |  |  |  |  |  |  |  |  |  |  |  |  |  |  |  |  |  |  |  |  |  |  |  |  |  |  |  |  |  |  |  |  |  |  |  |  |  |
| María José | Gana      | Eliminada |           |           |           |           |           |           |          |           |           |           |           |           |           |           |           |           |           |           |           |           |           |           |           |           |           |           |           |           |           |           |           |           |           |          |  |  |  |  |  |  |  |  |  |  |  |  |  |  |  |  |  |  |  |  |  |  |  |  |  |  |  |  |  |  |  |  |  |  |  |  |  |  |  |  |  |  |  |  |  |  |  |  |  |  |  |  |  |  |  |  |  |  |  |  |  |  |  |  |  |  |  |  |  |  |  |  |  |  |  |  |  |  |  |  |  |  |  |  |  |  |  |  |  |  |  |  |  |  |  |  |  |  |  |  |
| Marcelo    | Eliminado |           |           |           |           |           |           |           |          |           |           |           |           |           |           | Eliminado |           |           |           |           |           |           |           |           |           |           |           |           |           |           |           |           |           |           |           |          |  |  |  |  |  |  |  |  |  |  |  |  |  |  |  |  |  |  |  |  |  |  |  |  |  |  |  |  |  |  |  |  |  |  |  |  |  |  |  |  |  |  |  |  |  |  |  |  |  |  |  |  |  |  |  |  |  |  |  |  |  |  |  |  |  |  |  |  |  |  |  |  |  |  |  |  |  |  |  |  |  |  |  |  |  |  |  |  |  |  |  |  |  |  |  |  |  |  |  |  |
| Gabriele   |           |           |           |           |           |           |           |           |          |           |           |           |           |           |           |           |           |           |           |           |           |           |           | Eliminado |           |           |           |           |           |           |           |           |           |           |           |          |  |  |  |  |  |  |  |  |  |  |  |  |  |  |  |  |  |  |  |  |  |  |  |  |  |  |  |  |  |  |  |  |  |  |  |  |  |  |  |  |  |  |  |  |  |  |  |  |  |  |  |  |  |  |  |  |  |  |  |  |  |  |  |  |  |  |  |  |  |  |  |  |  |  |  |  |  |  |  |  |  |  |  |  |  |  |  |  |  |  |  |  |  |  |  |  |  |  |  |  |
| Rodrigo G. |           |           |           |           |           |           |           |           |          |           |           |           |           |           |           |           |           |           |           |           |           |           |           | Eliminado |           |           |           |           |           |           |           |           |           |           |           |          |  |  |  |  |  |  |  |  |  |  |  |  |  |  |  |  |  |  |  |  |  |  |  |  |  |  |  |  |  |  |  |  |  |  |  |  |  |  |  |  |  |  |  |  |  |  |  |  |  |  |  |  |  |  |  |  |  |  |  |  |  |  |  |  |  |  |  |  |  |  |  |  |  |  |  |  |  |  |  |  |  |  |  |  |  |  |  |  |  |  |  |  |  |  |  |  |  |  |  |  |

| Leyenda |
| --- |
| Concursante que se ausentó durante todo el capítulo, estando en zona de riesgo durante el mismo. Concursante cuyo equipo fue el ganador de la "Competencia por equipos", transformándose en inmunes de la correspondiente gala. Concursante cuyo equipo fue el perdedor de la "Competencia por equipos", pero ganador del "Duelo", quedando salvados de la eliminación. Concursante elegido por su chef como "inmune", quedando salvado durante el capítulo (Gala 17) o ganador de la "Competencia individual", transformándose en inmune de la correspondiente gala (galas 30 en adelante). Concursante perdedor de la "Competencia individual" y del "Duelo" (galas 30 en adelante) o cuyo equipo fue el perdedor de la "Competencia por equipos" y del "Duelo". Sin embargo, no fue elegido por su chef entre los participantes con el peor desempeño, quedando salvado de la eliminación. Concursante perdedor de la "Competencia individual" y del "Duelo" (galas 30 en adelante) o cuyo equipo fue el perdedor de la "Competencia por equipos" y del "Duelo". Además, fue elegido por su chef entre los participantes con el peor desempeño, quedando en riesgo de eliminación. Concursante elegido por su chef como "Nominado", estando en zona de riesgo durante el capítulo (Galas 13-15 y 20-29). Concursante eliminado. Concursante que renunció al programa. |

### Episodios y audiencias
| Fecha      | Características del programa                                             | Audiencia | Resultado |
| ---------- | ------------------------------------------------------------------------ | --------- | --------- |
| 11/11/2021 | Gala 1 / Eliminación de Marcelo                                          | 15,9      | Cuarto    |
| 17/11/2021 | Gala 2 / Eliminación de María José                                       | 9,5       | N/A       |
| 18/11/2021 | Gala 3 / Eliminación de Elizabeth                                        | 10,1      | N/A       |
| 24/11/2021 | Gala 4 / Eliminación de Katherine                                        | 9,5       | N/A       |
| 25/11/2021 | Gala 5 / Eliminación de Arturo                                           | 8,6       | N/A       |
| 01/12/2021 | Gala 6 / Eliminación de Polaco                                           | 8,6       | Décimo    |
| 02/12/2021 | Gala 7 / Eliminación de Ignacio                                          | 8,9       | N/A       |
| 08/12/2021 | Gala 8 / Eliminación de Kurt                                             | 8,5       | N/A       |
| 09/12/2021 | Gala 9 / Abandona Carlos C.                                              | 9,8       | Noveno    |
| 15/12/2021 | Gala 10 / Eliminación de Patricio                                        | 8,9       | N/A       |
| 16/12/2021 | Gala 11 / Eliminación de Paola                                           | 8,8       | N/A       |
| 22/12/2021 | Gala 12 / Eliminación de Princesa                                        | 8,8       | Décimo    |
| 23/12/2021 | Gala 13 / Eliminación de Rodrigo                                         | 8,7       | Décimo    |
| 29/12/2021 | Gala 14 / Eliminación de Betsy                                           | 8,6       | Décimo    |
| 30/12/2021 | Gala 15 / Eliminación de Álvaro                                          | 9,4       | Octavo    |
| 06/01/2022 | Gala 16 / Repechaje                                                      | 10,8      | Sexto     |
| 07/01/2022 | Gala 17 / Daniela cambia de equipoAbandona PerlaEliminación de DJ Méndez | 8,1       | Séptimo   |
| 13/01/2022 | Gala 18 / Eliminación de Patricio                                        | 8,5       | Décimo    |
| 14/01/2022 | Gala 19 / Eliminación de Adriana                                         | 8,6       | Décimo    |
| 20/01/2022 | Gala 20 / Eliminación de Pamela                                          | 9,1       | N/A       |
| 21/01/2022 | Gala 21 / Eliminación de Francisca                                       | 9,4       | Cuarto    |
| 27/01/2022 | Gala 22 / Eliminación de Francisco                                       | 10,6      | Octavo    |
| 28/01/2022 | Gala 23 / Eliminación de Rocío                                           | 9,8       | Quinto    |
| 03/02/2022 | Gala 24 / Eliminación de Kurt                                            | 10,0      | Décimo    |
| 04/02/2022 | Gala 25 / Eliminación de MiguelitoAbandona HelhueReingresa Miguelito     | 9,3       | Tercero   |
| 10/02/2022 | Gala 26 / Eliminación de Francisca M.                                    | 8,5       | N/A       |
| 11/02/2022 | Gala 27 / Eliminación de Miguelito                                       | 9,7       | Segundo   |
| 17/02/2022 | Gala 28 / Eliminación de Kenita                                          | 8,3       | N/A       |
| 18/02/2022 | Gala 29 / Eliminación de Felipe                                          | 8,1       | Sexto     |
| 24/02/2022 | Gala 30 / Eliminación de Joche                                           | 8,8       | Séptimo   |
| 25/02/2022 | Gala 31 / Eliminación de Camilo                                          | 9,5       | Segundo   |
| 03/03/2022 | Gala 32 / Eliminación de Bruno                                           | 6,3       | N/A       |
| 04/03/2022 | Gala 33 / Eliminación de Marlen                                          | 10,8      | Primero   |
| 10/03/2022 | Gala 34 / Final / Ganadora Karen                                         | 9,1       | Noveno    |

     Líder en su franja horaria.     Máximo histórico.     Mínimo histórico.

## El discípulo del chef: Cuarta edición (2022)
- 7 de agosto al 24 de noviembre de 2022

En julio de 2022 se anunció la cuarta edición del programa, en la que nuevamente participaron famosos en lugar de desconocidos. Esta edición fue presentada por Emilia Daiber y los coaches fueron Sergi Arola, Ennio Carota y Carolina Bazán. A diferencia de las temporadas que fueron producidas en conjunto con WarnerMedia, esta temporada fue la primera producción al mando de Paramount (debido a que Chilevisión fue vendida de WarnerMedia a Paramount).
El 8 de julio de 2022 se lanzó un spot promocional de la nueva temporada, en la cual se tituló: El discípulo del chef: La gran batalla. Esta temporada marcó el regreso de Yann Yvin, quien a diferencia de temporadas anteriores, ocupó el rol de juez y no de coach. El ganador abrió su restaurante en el casino Monticello. La lista completa de participantes fue confirmada el día 22 de julio de 2022. Sin embargo, la producción del programa decidió convocar a participantes adicionales después de algunos capítulos, sobre la marcha del programa. Además, contó con la participación de figuras internacionales, como es el caso de Marcelo Marrocchino, Yuhui Lee, Rocío Marengo y Galadriel Caldirola.
Lo característico de esta temporada es que todos los participantes son ex concursantes de programas de cocina producidos en Chile, tales como: MasterChef Chile, MasterChef Celebrity Chile, Top Chef (Chile), Bake Off Chile y El discípulo del chef. Además, los chefs no pudieron repetir la elección de sus ganadores y finalistas, en caso de que ellos provengan de El discípulo del chef. En caso de que un participante tuviese COVID-19 positivo en la recta final (debido a que el programa fue grabado a mitad de la pandemia de COVID-19), será expulsado, debido a restricciones sanitarias.

### Participantes
| Aspirante | Aspirante | Aspirante | Aspirante | Aspirante | Aspirante             | Aspirante                         | Procedencia         | Edad                           | Exparticipante de...           | Exparticipante de... | Veces nominado/a        | Información     |
| --------- | --------- | --------- | --------- | --------- | --------------------- | --------------------------------- | ------------------- | ------------------------------ | ------------------------------ | -------------------- | ----------------------- | --------------- |
|           |           |           |           |           |                       | Yuhui Lee                         | Shanghái            | 28 años                        | MasterChef Chile (3)           | 2.º Finalista        | 0                       | Ganador         |
|           |           |           |           |           | Nicole Ángel          | Pudahuel                          | 33 años             | El discípulo del chef (1)      | 2.ª Finalista                  | 1                    | 2.ª finalista           |                 |
|           |           |           |           |           | Carolina Erazo        | Santiago                          | 43 años             | Top Chef Chile                 | Ganadora                       | 3                    | 3.ª finalista           |                 |
|           |           |           |           |           | Natalia Duco          | Santiago                          | 33 años             | MasterChef Celebrity Chile (1) | Ganadora                       | 0                    | 4.ª finalista           |                 |
|           |           |           |           |           | Víctor "Zafrada" Díaz | Iloca                             | 20 años             | El discípulo del chef (2)      | Ganador                        | 1                    | Finalista eliminado     |                 |
|           |           |           |           |           | Valentina Ramos       | Santiago                          | 32 años             | MasterChef Chile (3)           | Finalista                      | 2                    | Semifinalista eliminada |                 |
|           |           |           |           |           | Miel Blanca           | Pirque                            | 26 años             | El discípulo del chef (1)      | Ganadora                       | 0                    | Expulsada               |                 |
|           |           |           |           |           | Daniela Castro        | Providencia                       | 34 años             | MasterChef Chile (1)           | Ganadora                       | 1                    | 13.ª Eliminada          |                 |
|           |           |           |           |           | Karen Bejarano        | Santiago                          | 37 años             | El discípulo del chef (3)      | Ganadora                       | 2                    | 12.ª Eliminada          |                 |
|           |           |           |           |           | Maximiliano Cabezón   | Santiago                          | 31 años             | MasterChef Chile (2)           | 2.º Finalista                  | 2                    | 11.º Eliminado          |                 |
|           |           |           |           |           |                       | Marcelo Marrocchino               | Santiago            | 37 años                        | MasterChef Celebrity Chile (1) | Finalista            | 0                       | Abandona        |
|           |           |           |           |           |                       | Giovanni Cárdenas                 | San Bernardo        | 32 años                        | MasterChef Chile (4)           | 2.º Finalista        | 3                       | 10.º Eliminado  |
|           |           |           |           |           |                       | Leonora Saavedra                  | Santiago            | 58 años                        | MasterChef Chile (1)           | 3.ª Finalista        | 1                       | 9.ª Eliminada   |
|           |           |           |           |           |                       | Felipe Ríos                       | Vallenar            | 47 años                        | MasterChef Celebrity Chile (2) | Semifinalista        | 1                       | 8.os Eliminados |
|           |           |           |           |           |                       | Rocío Marengo                     | Buenos Aires        | 41 años                        | MasterChef Celebrity Chile (1) | 3.ª Finalista        | 3                       | 8.os Eliminados |
|           |           |           |           |           |                       | Camila Ruiz                       | Vitacura            | 32 años                        | MasterChef Chile (4)           | Ganadora             | 2                       | 7.as Eliminadas |
|           |           |           |           |           |                       | Galadriel Caldirola               | Alicante            | 28 años                        | El discípulo del chef (2)      | 2.ª Finalista        | 3                       | 7.as Eliminadas |
|           |           |           |           |           |                       | Ignacio Román                     | Santiago            | 34 años                        | MasterChef Chile (1)           | 2.º Finalista        | 3                       | Abandona        |
|           |           |           |           |           |                       | María Jesús "Tutú" Vidaurre       | Santiago            | 26 años                        | MasterChef Celebrity Chile (2) | 2.º Finalista        | 1                       | 6.ª Eliminada   |
|           |           |           |           |           |                       | Joaquín Winter                    | Pudahuel            | 24 años                        | El discípulo del chef (1)      | 3.º Finalista        | 2                       | 5.os Eliminados |
|           |           |           |           |           |                       | Carlos Díaz                       | Santiago            | 48 años                        | El discípulo del chef (3)      | Finalista            | 2                       | 5.os Eliminados |
|           |           |           |           |           |                       | Marisol Pierola                   | Pedro Aguirre Cerda | 52 años                        | Bake Off Chile                 | 3.ª Finalista        | 2                       | 4.ª Eliminada   |
|           |           |           |           |           |                       | Jacqueline Pardo                  | San Joaquín         | 56 años                        | El discípulo del chef (2)      | 3.ª Finalista        | 1                       | 3.ª Eliminada   |
|           |           |           |           |           |                       | César Campos                      | Santiago            | 39 años                        | MasterChef Celebrity Chile (1) | 2.º Finalista        | 1                       | 2.º Eliminado   |
|           |           |           |           |           |                       | Faryd García                      | Santiago            | 27 años                        | MasterChef Chile (3)           | Ganador              | 1                       | 1.os Eliminados |
|           |           |           |           |           |                       | Alfonso Castro                    | Santiago            | 69 años                        | MasterChef Chile (2)           | Ganador              | 1                       | 1.os Eliminados |
|           |           |           |           |           |                       | María Elena "Almendra" Santibáñez | Viña del Mar        | 55 años                        | MasterChef Chile (2)           | Finalista            | 1                       | 1.os Eliminados |

     Participante entrante o sin equipo.
     Equipo Ennio Carota.
     Equipo Carolina Bazán.
     Equipo Sergi Arola.
     Competencia individual.

### Tabla estadística
| Yuhui       |      |          |          |          |          |          |          |          |          |          |          |          |          |          |          |          |          |          |          |          |          | SALV     | SALV     | INM      | SALV     | SALV     | SALV     | SALV     | INM      | SALV     | SALV     | SALV     | GANA     | SALV | AUS  | GANA | SALV | INM  | SALV | SALV      | FIN       | GANA | Ganador  |  |  |  |  |  |  |  |  |  |  |  |  |  |  |  |  |  |  |  |  |  |  |  |  |  |  |  |  |  |  |  |  |  |  |  |  |  |  |  |  |  |  |  |  |  |  |  |  |  |  |  |  |  |  |  |  |  |  |  |  |  |  |  |  |  |  |  |  |  |  |  |  |  |  |  |  |  |  |  |  |  |  |  |  |  |  |  |  |  |  |  |  |  |  |  |  |  |  |  |  |  |  |  |  |  |  |  |  |  |  |  |  |  |  |  |  |  |  |  |  |  |  |  |  |  |  |  |  |  |  |  |  |  |  |  |  |  |  |  |  |  |  |  |  |  |  |  |  |
| Nicole      | INM  | SALV     | SALV     | INM      | SALV     | SALV     | SALV     | SALV     | INM      | SALV     | SALV     | SALV     | INM      | SALV     | INM      | INM      | INM      | NOMINADA | NOMINADA | NOMINADA | ROB      | INM      | INM      | SALV     | SALV     | INM      | SALV     | INM      | ROB      | SALV     | SALV     | SALV     | GANA     | SALV | GANA | GANA | SALV | SALV | INM  | SALV      | FIN       | GANA | 2.ª Fin. |  |  |  |  |  |  |  |  |  |  |  |  |  |  |  |  |  |  |  |  |  |  |  |  |  |  |  |  |  |  |  |  |  |  |  |  |  |  |  |  |  |  |  |  |  |  |  |  |  |  |  |  |  |  |  |  |  |  |  |  |  |  |  |  |  |  |  |  |  |  |  |  |  |  |  |  |  |  |  |  |  |  |  |  |  |  |  |  |  |  |  |  |  |  |  |  |  |  |  |  |  |  |  |  |  |  |  |  |  |  |  |  |  |  |  |  |  |  |  |  |  |  |  |  |  |  |  |  |  |  |  |  |  |  |  |  |  |  |  |  |  |  |  |  |  |  |  |  |
| Carolina    | GANA | INM      | INM      | SALV     | INM      | SALV     | INM      | SALV     | SALV     | SALV     | INM      | SALV     | GANA     | INM      | SALV     | SALV     | SALV     | SALV     | INM      | SALV     | INM      | INM      | INM      | NOMINADA | NOMINADA | INM      | SALV     | INM      | GANA     | SALV     | SALV     | SALV     | SALV     | INM  | INM  | SALV | EMP  | SALV | SALV | FINALISTA | FINALISTA | GANA | 3.ª Fin. |  |  |  |  |  |  |  |  |  |  |  |  |  |  |  |  |  |  |  |  |  |  |  |  |  |  |  |  |  |  |  |  |  |  |  |  |  |  |  |  |  |  |  |  |  |  |  |  |  |  |  |  |  |  |  |  |  |  |  |  |  |  |  |  |  |  |  |  |  |  |  |  |  |  |  |  |  |  |  |  |  |  |  |  |  |  |  |  |  |  |  |  |  |  |  |  |  |  |  |  |  |  |  |  |  |  |  |  |  |  |  |  |  |  |  |  |  |  |  |  |  |  |  |  |  |  |  |  |  |  |  |  |  |  |  |  |  |  |  |  |  |  |  |  |  |  |  |  |
| Natalia     | SALV | SALV     | SALV     | SALV     | GANA     | INM      | SALV     | INM      | GANA     | INM      | SALV     | INM      | SALV     | SALV     | SALV     | SALV     | GANA     | INM      | SALV     | SALV     | GANA     | SALV     | SALV     | INM      | INM      | SALV     | INM      | AUS      | SALV     | INM      | INM      | INM      | INM      | GANA | SALV | INM  | SALV | SALV | INM  | SALV      | FIN       | GANA | 4.ª Fin. |  |  |  |  |  |  |  |  |  |  |  |  |  |  |  |  |  |  |  |  |  |  |  |  |  |  |  |  |  |  |  |  |  |  |  |  |  |  |  |  |  |  |  |  |  |  |  |  |  |  |  |  |  |  |  |  |  |  |  |  |  |  |  |  |  |  |  |  |  |  |  |  |  |  |  |  |  |  |  |  |  |  |  |  |  |  |  |  |  |  |  |  |  |  |  |  |  |  |  |  |  |  |  |  |  |  |  |  |  |  |  |  |  |  |  |  |  |  |  |  |  |  |  |  |  |  |  |  |  |  |  |  |  |  |  |  |  |  |  |  |  |  |  |  |  |  |  |  |
| Víctor      | SALV | SALV     | SALV     | SALV     | GANA     | INM      | NOMINADO | NOMINADO | NOMINADO | INM      | SALV     | INM      | SALV     | SALV     | SALV     | SALV     | GANA     | INM      | SALV     | SALV     | GANA     | SALV     | SALV     | INM      | INM      | SALV     | INM      | SALV     | SALV     | INM      | INM      | INM      | INM      | GANA | SALV | INM  | SALV | SALV | SALV | SALV      | FIN       | ELIM |          |  |  |  |  |  |  |  |  |  |  |  |  |  |  |  |  |  |  |  |  |  |  |  |  |  |  |  |  |  |  |  |  |  |  |  |  |  |  |  |  |  |  |  |  |  |  |  |  |  |  |  |  |  |  |  |  |  |  |  |  |  |  |  |  |  |  |  |  |  |  |  |  |  |  |  |  |  |  |  |  |  |  |  |  |  |  |  |  |  |  |  |  |  |  |  |  |  |  |  |  |  |  |  |  |  |  |  |  |  |  |  |  |  |  |  |  |  |  |  |  |  |  |  |  |  |  |  |  |  |  |  |  |  |  |  |  |  |  |  |  |  |  |  |  |  |  |  |  |
| Valentina   | SALV | INM      | INM      | SALV     | INM      | SALV     | INM      | SALV     | SALV     | SALV     | INM      | SALV     | GANA     | INM      | SALV     | SALV     | SALV     | SALV     | INM      | SALV     | SALV     | SALV     | SALV     | SALV     | SALV     | SALV     | SALV     | SALV     | INM      | SALV     | SALV     | SALV     | GANA     | SALV | GANA | GANA | EMP  | SALV | SALV | ELIM      | ELIM      |      |          |  |  |  |  |  |  |  |  |  |  |  |  |  |  |  |  |  |  |  |  |  |  |  |  |  |  |  |  |  |  |  |  |  |  |  |  |  |  |  |  |  |  |  |  |  |  |  |  |  |  |  |  |  |  |  |  |  |  |  |  |  |  |  |  |  |  |  |  |  |  |  |  |  |  |  |  |  |  |  |  |  |  |  |  |  |  |  |  |  |  |  |  |  |  |  |  |  |  |  |  |  |  |  |  |  |  |  |  |  |  |  |  |  |  |  |  |  |  |  |  |  |  |  |  |  |  |  |  |  |  |  |  |  |  |  |  |  |  |  |  |  |  |  |  |  |  |  |  |
| Miel        | SALV | SALV     | SALV     | SALV     | GANA     | INM      | SALV     | INM      | GANA     | INM      | SALV     | INM      | SALV     | SALV     | SALV     | SALV     | GANA     | INM      | AUS      | SALV     | GANA     | SALV     | SALV     | INM      | INM      | SALV     | INM      | SALV     | SALV     | INM      | INM      | INM      | INM      | GANA | SALV | INM  | SALV | SALV | SALV | EXP       |           |      |          |  |  |  |  |  |  |  |  |  |  |  |  |  |  |  |  |  |  |  |  |  |  |  |  |  |  |  |  |  |  |  |  |  |  |  |  |  |  |  |  |  |  |  |  |  |  |  |  |  |  |  |  |  |  |  |  |  |  |  |  |  |  |  |  |  |  |  |  |  |  |  |  |  |  |  |  |  |  |  |  |  |  |  |  |  |  |  |  |  |  |  |  |  |  |  |  |  |  |  |  |  |  |  |  |  |  |  |  |  |  |  |  |  |  |  |  |  |  |  |  |  |  |  |  |  |  |  |  |  |  |  |  |  |  |  |  |  |  |  |  |  |  |  |  |  |  |  |  |
| Daniela     | INM  | SALV     | SALV     | INM      | SALV     | SALV     | SALV     | SALV     | INM      | SALV     | SALV     | SALV     | INM      | SALV     | INM      | INM      | INM      | SALV     | SALV     | INM      | SALV     | SALV     | SALV     | SALV     | SALV     | SALV     | SALV     | SALV     | INM      | SALV     | NOMINADA | NOMINADA | NOMINADA | SALV | GANA | GANA | SALV | SALV | ELIM |           |           |      |          |  |  |  |  |  |  |  |  |  |  |  |  |  |  |  |  |  |  |  |  |  |  |  |  |  |  |  |  |  |  |  |  |  |  |  |  |  |  |  |  |  |  |  |  |  |  |  |  |  |  |  |  |  |  |  |  |  |  |  |  |  |  |  |  |  |  |  |  |  |  |  |  |  |  |  |  |  |  |  |  |  |  |  |  |  |  |  |  |  |  |  |  |  |  |  |  |  |  |  |  |  |  |  |  |  |  |  |  |  |  |  |  |  |  |  |  |  |  |  |  |  |  |  |  |  |  |  |  |  |  |  |  |  |  |  |  |  |  |  |  |  |  |  |  |  |  |  |  |
| Karen       | SALV | INM      | INM      | SALV     | INM      | SALV     | INM      | SALV     | SALV     | SALV     | INM      | SALV     | GANA     | INM      | SALV     | SALV     | SALV     | SALV     | INM      | SALV     | INM      | INM      | INM      | SALV     | SALV     | INM      | NOMINADA | NOMINADA | NOMINADA | SALV     | SALV     | SALV     | SALV     | INM  | INM  | SALV | EMP  | ELIM |      |           |           |      |          |  |  |  |  |  |  |  |  |  |  |  |  |  |  |  |  |  |  |  |  |  |  |  |  |  |  |  |  |  |  |  |  |  |  |  |  |  |  |  |  |  |  |  |  |  |  |  |  |  |  |  |  |  |  |  |  |  |  |  |  |  |  |  |  |  |  |  |  |  |  |  |  |  |  |  |  |  |  |  |  |  |  |  |  |  |  |  |  |  |  |  |  |  |  |  |  |  |  |  |  |  |  |  |  |  |  |  |  |  |  |  |  |  |  |  |  |  |  |  |  |  |  |  |  |  |  |  |  |  |  |  |  |  |  |  |  |  |  |  |  |  |  |  |  |  |  |  |  |
| Maximiliano | INM  | SALV     | SALV     | INM      | SALV     | SALV     | SALV     | NOMINADO | NOMINADO | SALV     | SALV     | SALV     | INM      | SALV     | INM      | INM      | INM      | SALV     | SALV     | INM      | SALV     | SALV     | SALV     | SALV     | ROB      | SALV     | INM      | SALV     | SALV     | INM      | INM      | INM      | INM      | GANA | SALV | INM  | ELIM |      |      |           |           |      |          |  |  |  |  |  |  |  |  |  |  |  |  |  |  |  |  |  |  |  |  |  |  |  |  |  |  |  |  |  |  |  |  |  |  |  |  |  |  |  |  |  |  |  |  |  |  |  |  |  |  |  |  |  |  |  |  |  |  |  |  |  |  |  |  |  |  |  |  |  |  |  |  |  |  |  |  |  |  |  |  |  |  |  |  |  |  |  |  |  |  |  |  |  |  |  |  |  |  |  |  |  |  |  |  |  |  |  |  |  |  |  |  |  |  |  |  |  |  |  |  |  |  |  |  |  |  |  |  |  |  |  |  |  |  |  |  |  |  |  |  |  |  |  |  |  |  |  |  |
| Marcelo     |      |          |          |          |          |          |          |          |          |          |          |          |          |          |          |          |          |          |          |          |          | SALV     | SALV     | SALV     | SALV     | SALV     | SALV     | SALV     | GANA     | SALV     | SALV     | SALV     | SALV     | INM  | INM  | ABAN |      |      |      |           |           |      |          |  |  |  |  |  |  |  |  |  |  |  |  |  |  |  |  |  |  |  |  |  |  |  |  |  |  |  |  |  |  |  |  |  |  |  |  |  |  |  |  |  |  |  |  |  |  |  |  |  |  |  |  |  |  |  |  |  |  |  |  |  |  |  |  |  |  |  |  |  |  |  |  |  |  |  |  |  |  |  |  |  |  |  |  |  |  |  |  |  |  |  |  |  |  |  |  |  |  |  |  |  |  |  |  |  |  |  |  |  |  |  |  |  |  |  |  |  |  |  |  |  |  |  |  |  |  |  |  |  |  |  |  |  |  |  |  |  |  |  |  |  |  |  |  |  |  |  |  |
| Giovanni    | SALV | SALV     | SALV     | NOMINADO | NOMINADO | INM      | SALV     | INM      | GANA     | INM      | SALV     | INM      | SALV     | SALV     | SALV     | SALV     | GANA     | INM      | NOMINADO | NOMINADO | NOMINADO | SALV     | SALV     | INM      | INM      | SALV     | INM      | SALV     | SALV     | INM      | INM      | INM      | INM      | GANA | ELIM |      |      |      |      |           |           |      |          |  |  |  |  |  |  |  |  |  |  |  |  |  |  |  |  |  |  |  |  |  |  |  |  |  |  |  |  |  |  |  |  |  |  |  |  |  |  |  |  |  |  |  |  |  |  |  |  |  |  |  |  |  |  |  |  |  |  |  |  |  |  |  |  |  |  |  |  |  |  |  |  |  |  |  |  |  |  |  |  |  |  |  |  |  |  |  |  |  |  |  |  |  |  |  |  |  |  |  |  |  |  |  |  |  |  |  |  |  |  |  |  |  |  |  |  |  |  |  |  |  |  |  |  |  |  |  |  |  |  |  |  |  |  |  |  |  |  |  |  |  |  |  |  |  |  |  |  |
| Leonora     | INM  | SALV     | SALV     | INM      | SALV     | SALV     | SALV     | SALV     | INM      | SALV     | SALV     | SALV     | INM      | SALV     | INM      | INM      | INM      | SALV     | SALV     | INM      | SALV     | SALV     | SALV     | SALV     | SALV     | SALV     | SALV     | SALV     | INM      | SALV     | SALV     | SALV     | GANA     | ELIM |      |      |      |      |      |           |           |      |          |  |  |  |  |  |  |  |  |  |  |  |  |  |  |  |  |  |  |  |  |  |  |  |  |  |  |  |  |  |  |  |  |  |  |  |  |  |  |  |  |  |  |  |  |  |  |  |  |  |  |  |  |  |  |  |  |  |  |  |  |  |  |  |  |  |  |  |  |  |  |  |  |  |  |  |  |  |  |  |  |  |  |  |  |  |  |  |  |  |  |  |  |  |  |  |  |  |  |  |  |  |  |  |  |  |  |  |  |  |  |  |  |  |  |  |  |  |  |  |  |  |  |  |  |  |  |  |  |  |  |  |  |  |  |  |  |  |  |  |  |  |  |  |  |  |  |  |  |
| Felipe      |      |          |          |          |          |          |          |          |          |          |          |          |          |          |          |          |          |          |          |          |          | INM      | INM      | SALV     | SALV     | INM      | SALV     | INM      | GANA     | NOMINADO | NOMINADO | NOMINADO | ELIM     |      |      |      |      |      |      |           |           |      |          |  |  |  |  |  |  |  |  |  |  |  |  |  |  |  |  |  |  |  |  |  |  |  |  |  |  |  |  |  |  |  |  |  |  |  |  |  |  |  |  |  |  |  |  |  |  |  |  |  |  |  |  |  |  |  |  |  |  |  |  |  |  |  |  |  |  |  |  |  |  |  |  |  |  |  |  |  |  |  |  |  |  |  |  |  |  |  |  |  |  |  |  |  |  |  |  |  |  |  |  |  |  |  |  |  |  |  |  |  |  |  |  |  |  |  |  |  |  |  |  |  |  |  |  |  |  |  |  |  |  |  |  |  |  |  |  |  |  |  |  |  |  |  |  |  |  |  |  |
| Rocío       | SALV | INM      | INM      | SALV     | INM      | SALV     | INM      | SALV     | SALV     | NOMINADA | NOMINADA | NOMINADA | NOMINADA | INM      | SALV     | SALV     | SALV     | SALV     | INM      | SALV     | INM      | INM      | INM      | SALV     | SALV     | INM      | SALV     | INM      | GANA     | SALV     | SALV     | NOM      | ELIM     |      |      |      |      |      |      |           |           |      |          |  |  |  |  |  |  |  |  |  |  |  |  |  |  |  |  |  |  |  |  |  |  |  |  |  |  |  |  |  |  |  |  |  |  |  |  |  |  |  |  |  |  |  |  |  |  |  |  |  |  |  |  |  |  |  |  |  |  |  |  |  |  |  |  |  |  |  |  |  |  |  |  |  |  |  |  |  |  |  |  |  |  |  |  |  |  |  |  |  |  |  |  |  |  |  |  |  |  |  |  |  |  |  |  |  |  |  |  |  |  |  |  |  |  |  |  |  |  |  |  |  |  |  |  |  |  |  |  |  |  |  |  |  |  |  |  |  |  |  |  |  |  |  |  |  |  |  |  |
| Camila      | SALV | SALV     | SALV     | SALV     | GANA     | INM      | AUSENTE  | AUSENTE  | GANA     | INM      | SALV     | INM      | SALV     | SALV     | SALV     | SALV     | GANA     | INM      | SALV     | SALV     | GANA     | SALV     | NOMINADA | NOMINADA | NOMINADA | SALV     | INM      | NOM      | ELIM     |          |          |          |          |      |      |      |      |      |      |           |           |      |          |  |  |  |  |  |  |  |  |  |  |  |  |  |  |  |  |  |  |  |  |  |  |  |  |  |  |  |  |  |  |  |  |  |  |  |  |  |  |  |  |  |  |  |  |  |  |  |  |  |  |  |  |  |  |  |  |  |  |  |  |  |  |  |  |  |  |  |  |  |  |  |  |  |  |  |  |  |  |  |  |  |  |  |  |  |  |  |  |  |  |  |  |  |  |  |  |  |  |  |  |  |  |  |  |  |  |  |  |  |  |  |  |  |  |  |  |  |  |  |  |  |  |  |  |  |  |  |  |  |  |  |  |  |  |  |  |  |  |  |  |  |  |  |  |  |  |  |  |
| Galadriel   | INM  | SALV     | SALV     | INM      | SALV     | SALV     | SALV     | SALV     | INM      | SALV     | SALV     | NOMINADA | NOMINADA | SALV     | INM      | INM      | GANA     | INM      | SALV     | NOMINADA | NOMINADA | SALV     | SALV     | INM      | INM      | NOMINADA | NOMINADA | NOMINADA | ELIM     |          |          |          |          |      |      |      |      |      |      |           |           |      |          |  |  |  |  |  |  |  |  |  |  |  |  |  |  |  |  |  |  |  |  |  |  |  |  |  |  |  |  |  |  |  |  |  |  |  |  |  |  |  |  |  |  |  |  |  |  |  |  |  |  |  |  |  |  |  |  |  |  |  |  |  |  |  |  |  |  |  |  |  |  |  |  |  |  |  |  |  |  |  |  |  |  |  |  |  |  |  |  |  |  |  |  |  |  |  |  |  |  |  |  |  |  |  |  |  |  |  |  |  |  |  |  |  |  |  |  |  |  |  |  |  |  |  |  |  |  |  |  |  |  |  |  |  |  |  |  |  |  |  |  |  |  |  |  |  |  |  |  |
| Ignacio     | INM  | SALV     | SALV     | INM      | SALV     | NOMINADO | NOMINADO | NOMINADO | NOMINADO | SALV     | SALV     | SALV     | INM      | NOMINADO | NOMINADO | NOMINADO | NOMINADO | SALV     | SALV     | INM      | SALV     | NOMINADO | NOMINADO | NOMINADO | ABAN     |          |          |          |          |          |          |          |          |      |      |      |      |      |      |           |           |      |          |  |  |  |  |  |  |  |  |  |  |  |  |  |  |  |  |  |  |  |  |  |  |  |  |  |  |  |  |  |  |  |  |  |  |  |  |  |  |  |  |  |  |  |  |  |  |  |  |  |  |  |  |  |  |  |  |  |  |  |  |  |  |  |  |  |  |  |  |  |  |  |  |  |  |  |  |  |  |  |  |  |  |  |  |  |  |  |  |  |  |  |  |  |  |  |  |  |  |  |  |  |  |  |  |  |  |  |  |  |  |  |  |  |  |  |  |  |  |  |  |  |  |  |  |  |  |  |  |  |  |  |  |  |  |  |  |  |  |  |  |  |  |  |  |  |  |  |  |
| Tutú        | SALV | SALV     | SALV     | SALV     | GANA     | INM      | SALV     | INM      | GANA     | INM      | SALV     | INM      | SALV     | SALV     | SALV     | SALV     | ROB      | SALV     | SALV     | INM      | ELIM     |          |          |          |          |          |          |          |          |          |          |          |          |      |      |      |      |      |      |           |           |      |          |  |  |  |  |  |  |  |  |  |  |  |  |  |  |  |  |  |  |  |  |  |  |  |  |  |  |  |  |  |  |  |  |  |  |  |  |  |  |  |  |  |  |  |  |  |  |  |  |  |  |  |  |  |  |  |  |  |  |  |  |  |  |  |  |  |  |  |  |  |  |  |  |  |  |  |  |  |  |  |  |  |  |  |  |  |  |  |  |  |  |  |  |  |  |  |  |  |  |  |  |  |  |  |  |  |  |  |  |  |  |  |  |  |  |  |  |  |  |  |  |  |  |  |  |  |  |  |  |  |  |  |  |  |  |  |  |  |  |  |  |  |  |  |  |  |  |  |  |
| Carlos      | GANA | INM      | INM      | SALV     | INM      | SALV     | INM      | SALV     | SALV     | SALV     | INM      | SALV     | GANA     | INM      | SALV     | NOM      | ELIM     |          |          |          |          |          |          |          |          |          |          |          |          |          |          |          |          |      |      |      |      |      |      |           |           |      |          |  |  |  |  |  |  |  |  |  |  |  |  |  |  |  |  |  |  |  |  |  |  |  |  |  |  |  |  |  |  |  |  |  |  |  |  |  |  |  |  |  |  |  |  |  |  |  |  |  |  |  |  |  |  |  |  |  |  |  |  |  |  |  |  |  |  |  |  |  |  |  |  |  |  |  |  |  |  |  |  |  |  |  |  |  |  |  |  |  |  |  |  |  |  |  |  |  |  |  |  |  |  |  |  |  |  |  |  |  |  |  |  |  |  |  |  |  |  |  |  |  |  |  |  |  |  |  |  |  |  |  |  |  |  |  |  |  |  |  |  |  |  |  |  |  |  |  |  |
| Joaquín     | GANA | INM      | INM      | SALV     | INM      | SALV     | INM      | SALV     | SALV     | SALV     | INM      | SALV     | GANA     | INM      | NOMINADO | NOMINADO | ELIM     |          |          |          |          |          |          |          |          |          |          |          |          |          |          |          |          |      |      |      |      |      |      |           |           |      |          |  |  |  |  |  |  |  |  |  |  |  |  |  |  |  |  |  |  |  |  |  |  |  |  |  |  |  |  |  |  |  |  |  |  |  |  |  |  |  |  |  |  |  |  |  |  |  |  |  |  |  |  |  |  |  |  |  |  |  |  |  |  |  |  |  |  |  |  |  |  |  |  |  |  |  |  |  |  |  |  |  |  |  |  |  |  |  |  |  |  |  |  |  |  |  |  |  |  |  |  |  |  |  |  |  |  |  |  |  |  |  |  |  |  |  |  |  |  |  |  |  |  |  |  |  |  |  |  |  |  |  |  |  |  |  |  |  |  |  |  |  |  |  |  |  |  |  |  |
| Marisol     | SALV | SALV     | NOMINADA | NOMINADA | NOMINADA | INM      | SALV     | INM      | GANA     | INM      | NOMINADA | NOMINADA | ELIM     |          |          |          |          |          |          |          |          |          |          |          |          |          |          |          |          |          |          |          |          |      |      |      |      |      |      |           |           |      |          |  |  |  |  |  |  |  |  |  |  |  |  |  |  |  |  |  |  |  |  |  |  |  |  |  |  |  |  |  |  |  |  |  |  |  |  |  |  |  |  |  |  |  |  |  |  |  |  |  |  |  |  |  |  |  |  |  |  |  |  |  |  |  |  |  |  |  |  |  |  |  |  |  |  |  |  |  |  |  |  |  |  |  |  |  |  |  |  |  |  |  |  |  |  |  |  |  |  |  |  |  |  |  |  |  |  |  |  |  |  |  |  |  |  |  |  |  |  |  |  |  |  |  |  |  |  |  |  |  |  |  |  |  |  |  |  |  |  |  |  |  |  |  |  |  |  |  |  |
| Jacqueline  | SALV | INM      | INM      | SALV     | INM      | SALV     | INM      | SALV     | ELIM     |          |          |          |          |          |          |          |          |          |          |          |          |          |          |          |          |          |          |          |          |          |          |          |          |      |      |      |      |      |      |           |           |      |          |  |  |  |  |  |  |  |  |  |  |  |  |  |  |  |  |  |  |  |  |  |  |  |  |  |  |  |  |  |  |  |  |  |  |  |  |  |  |  |  |  |  |  |  |  |  |  |  |  |  |  |  |  |  |  |  |  |  |  |  |  |  |  |  |  |  |  |  |  |  |  |  |  |  |  |  |  |  |  |  |  |  |  |  |  |  |  |  |  |  |  |  |  |  |  |  |  |  |  |  |  |  |  |  |  |  |  |  |  |  |  |  |  |  |  |  |  |  |  |  |  |  |  |  |  |  |  |  |  |  |  |  |  |  |  |  |  |  |  |  |  |  |  |  |  |  |  |  |
| César       | INM  | NOMINADO | NOMINADO | NOMINADO | ELIM     |          |          |          |          |          |          |          |          |          |          |          |          |          |          |          |          |          |          |          |          |          |          |          |          |          |          |          |          |      |      |      |      |      |      |           |           |      |          |  |  |  |  |  |  |  |  |  |  |  |  |  |  |  |  |  |  |  |  |  |  |  |  |  |  |  |  |  |  |  |  |  |  |  |  |  |  |  |  |  |  |  |  |  |  |  |  |  |  |  |  |  |  |  |  |  |  |  |  |  |  |  |  |  |  |  |  |  |  |  |  |  |  |  |  |  |  |  |  |  |  |  |  |  |  |  |  |  |  |  |  |  |  |  |  |  |  |  |  |  |  |  |  |  |  |  |  |  |  |  |  |  |  |  |  |  |  |  |  |  |  |  |  |  |  |  |  |  |  |  |  |  |  |  |  |  |  |  |  |  |  |  |  |  |  |  |  |
| Alfonso     | ELIM |          |          |          |          |          |          |          |          |          |          |          |          |          |          |          |          |          |          |          |          |          |          |          |          |          |          |          |          |          |          |          |          |      |      |      |      |      |      |           |           |      |          |  |  |  |  |  |  |  |  |  |  |  |  |  |  |  |  |  |  |  |  |  |  |  |  |  |  |  |  |  |  |  |  |  |  |  |  |  |  |  |  |  |  |  |  |  |  |  |  |  |  |  |  |  |  |  |  |  |  |  |  |  |  |  |  |  |  |  |  |  |  |  |  |  |  |  |  |  |  |  |  |  |  |  |  |  |  |  |  |  |  |  |  |  |  |  |  |  |  |  |  |  |  |  |  |  |  |  |  |  |  |  |  |  |  |  |  |  |  |  |  |  |  |  |  |  |  |  |  |  |  |  |  |  |  |  |  |  |  |  |  |  |  |  |  |  |  |  |  |
| Faryd       | ELIM |          |          |          |          |          |          |          |          |          |          |          |          |          |          |          |          |          |          |          |          |          |          |          |          |          |          |          |          |          |          |          |          |      |      |      |      |      |      |           |           |      |          |  |  |  |  |  |  |  |  |  |  |  |  |  |  |  |  |  |  |  |  |  |  |  |  |  |  |  |  |  |  |  |  |  |  |  |  |  |  |  |  |  |  |  |  |  |  |  |  |  |  |  |  |  |  |  |  |  |  |  |  |  |  |  |  |  |  |  |  |  |  |  |  |  |  |  |  |  |  |  |  |  |  |  |  |  |  |  |  |  |  |  |  |  |  |  |  |  |  |  |  |  |  |  |  |  |  |  |  |  |  |  |  |  |  |  |  |  |  |  |  |  |  |  |  |  |  |  |  |  |  |  |  |  |  |  |  |  |  |  |  |  |  |  |  |  |  |  |  |
| Almendra    | ELIM |          |          |          |          |          |          |          |          |          |          |          |          |          |          |          |          |          |          |          |          |          |          |          |          |          |          |          |          |          |          |          |          |      |      |      |      |      |      |           |           |      |          |  |  |  |  |  |  |  |  |  |  |  |  |  |  |  |  |  |  |  |  |  |  |  |  |  |  |  |  |  |  |  |  |  |  |  |  |  |  |  |  |  |  |  |  |  |  |  |  |  |  |  |  |  |  |  |  |  |  |  |  |  |  |  |  |  |  |  |  |  |  |  |  |  |  |  |  |  |  |  |  |  |  |  |  |  |  |  |  |  |  |  |  |  |  |  |  |  |  |  |  |  |  |  |  |  |  |  |  |  |  |  |  |  |  |  |  |  |  |  |  |  |  |  |  |  |  |  |  |  |  |  |  |  |  |  |  |  |  |  |  |  |  |  |  |  |  |  |  |

| Leyenda |
| --- |
| General Concursante que se ausentó durante todo el capítulo, estando en zona de riesgo durante el mismo. Concursante cuyo equipo fue el ganador de la "Competencia por equipos", transformándose en inmunes de la correspondiente gala. Concursante cuyo equipo fue el perdedor de la "Competencia por equipos" y del "duelo" (solo en dichos capítulos) o nominado por el juez entre los equipos con el peor desempeño (en los capítulos que no incluyen duelos). Sin embargo, fue elegido por su chef entre los participantes con el mejor desempeño, quedando salvado del "duelo" y de la eliminación. Concursante eliminado. Concursante que renunció al programa. Otro resultado que no cabe en otra categoría. Concursante contagiado de COVID-19 y expulsado por motivos sanitarios. Competencias por la nominación (hasta el capítulo 33) Concursante cuyo equipo fue el perdedor de la "Competencia por equipos". Sin embargo, no fue elegido por el juez entre los equipos con el peor desempeño, quedando salvado de la eliminación. Concursante cuyo equipo fue el perdedor de la "Competencia por equipos" y nominado por el juez entre los equipos con el peor desempeño. Sin embargo, no fue elegido por su chef entre los participantes con el peor desempeño, quedando salvado del "duelo" y de la eliminación. Concursante cuyo equipo fue el perdedor de la "Competencia por equipos" y nominado por el juez entre los equipos con el peor desempeño. Además, fue elegido por su chef entre los participantes con el peor desempeño, estando en zona de riesgo hasta el capítulo del "duelo". En caso de que el equipo no hay nominados y pierde el "duelo", ese equipo entra directamente a la decisión del chef. Duelos de eliminación (capítulo 1, cada 4 capítulos desde el 5 y desde el capítulo 34) Concursante cuyo equipo fue el perdedor de la "Competencia por equipos", pero ganador del duelo, quedando salvado de la eliminación. Concursante cuyo equipo fue el perdedor de la "Competencia por equipos" y del "Duelo". Sin embargo, no fue elegido por su chef entre los participantes con el peor desempeño, quedando salvado de la eliminación. Concursante cuyo equipo fue el perdedor de la "Competencia por equipos" y del "Duelo". Además, fue elegido por su chef entre los participantes con el peor desempeño, quedando en riesgo de eliminación. Concursante cuyo equipo fue el perdedor de la "Competencia por equipos", pero fue intercambiado por el chef del equipo ganador, quedando salvado de la eliminación. Si es nominado y fue intercambiado, se anula la nominación. Competencia individual (galas 37 en adelante) Concursante ganador de la "Competencia individual", transformándose en inmune de la correspondiente gala. Concursante perdedor de la "Competencia individual", pero ganador del duelo, quedando salvado de la eliminación. Concursante perdedor de la "Competencia individual" y del "Duelo". Sin embargo, no fue elegido por su chef entre los participantes con el peor desempeño, quedando salvado de la eliminación. Concursante perdedor de la "Competencia individual" y del "Duelo". Además, fue elegido por su chef entre los participantes con el peor desempeño, quedando en riesgo de eliminación. Ganadores 1.º 2.º 3.º Finalista |

## Palmarés
| Edición                 | Fecha   | Chef Ganador | Ganador(a)     | Segundo lugar       | Tercer lugar     |
| ----------------------- | ------- | ------------ | -------------- | ------------------- | ---------------- |
| El discípulo del chef 1 | 2019    | Ennio Carota | Miel Blanca    | Nicole Ángel        | Joaquín Winter   |
| El discípulo del chef 2 | 2021    | Sergi Arola  | Víctor Díaz    | Galadriel Caldirola | Jacqueline Pardo |
| El discípulo del chef 3 | 2021-22 | Ennio Carota | Karen Bejarano | Vanesa Borghi       | Daniela Aránguiz |
| El discípulo del chef 4 | 2022    | Ennio Carota | Yuhui Lee      | Nicole Ángel        | Carolina Erazo   |

## Audiencias
| Edición                                | Año de emisión | Episodios | Cadena      | Espectadores | Rating               | Gran final       |
| El discípulo del chef                  | 2019           | 22        | Chilevisión | 1 671 702    | 10.3[cita requerida] | 1 897 249 (11.7) |
| El discípulo del chef: Famosos         | 2021           | 24        | Chilevisión | 1 717 314    | 10.9[cita requerida] | 1 978 328 (12.2) |
| El discípulo del chef: Famosos         | 2021-22        | 34        | Chilevisión | 1 465 232    | 9.3[cita requerida]  | 1 386 558 (9.1)  |
| El discípulo del chef: La gran batalla | 2022           | 41        | Chilevisión | 1 279 891    | 8.4                  | 1 479 036 (9.7)  |
| -------------------------------------- | -------------- | --------- | ----------- | ------------ | -------------------- | ---------------- |